# المسيحية في ألمانيا
تُشكل المسيحية في ألمانيا أكثر الديانات انتشاراً بين السكان، وتتراوح نسبة المسيحيين بين 68.9% حسب كتاب حقائق العالم لعام 2008، الصادر عن وكالة المخابرات المركزية الأمريكية، وحوالي 70.8% حسب إحصائية مركز بيو للأبحاث لعام 2010، وحوالي 66.8% حسب التعداد السكاني في عام 2011. وتؤوي ألمانيا ثالث أكبر التجمعات المسيحية في أوروبا من حيث عدد السكان، بعد روسيا وإيطاليا.
وفقًا للتعداد السكاني في ألمانيا عام 2011 يشّكل البروتستانت نسبة 31.8% منهم أي 25 مليون، في حين يشكل الكاثوليك 31.2% أي 24.5 مليون. ويتركز البروتستانت في الشمال والشرق وفي إقليم الفورتمبرغ يشكّل هؤلاء الأغلبية الساحقة؛ والمدن الكبرى تقليديًا مثل فرانكفورت، وهامبورغ، ودوسلدورف، ودرسدن، وشتوتغارت، وغوتينغن، وبريمن، وهانوفر والعاصمة برلين هي في الغالب مدن ذات تقاليد بروتستانتية، بينما يتركز وجود الرومان الكاثوليك في الجنوب والغرب خاصةً في منطقة بافاريا ومدن مثل ميونخ وكولونيا وأولم وآخن.
دخلت المسيحية إلى ألمانيا منذ الحقبة الكارولنجية في القرن العاشر الميلادي. وعانت ألمانيا في القرنين الخامس عشر والسادس عشر من حروب دينية طائفية تكبدت خلالها خسائر فادحة كلفت عدة ملايين، بحلول القرن العشرين تمكنت ألمانيا، بفضل نخبها المسيحية ذات الحس الوطني الألماني، من أن تبني تجربه للتعايش والتوحد بين البروتستانت والكاثوليك. ولعب الاتحاد الديمقراطي المسيحي دورًا حاسمًا في عملية التقارب هذه، وكذلك دوره بترسيخ الحياة الديمقراطية في ألمانيا بعد الحرب العالمية الثانية، وتعزيز الهوية الألمانية. وتُعد كل من الكنيسة الرومانية الكاثوليكية والكنيسة البروتستانتية الألمانية الكنائس الوطنية للشعب الألماني.

## تاريخ

### العصر الروماني والكارولنجي المتأخر

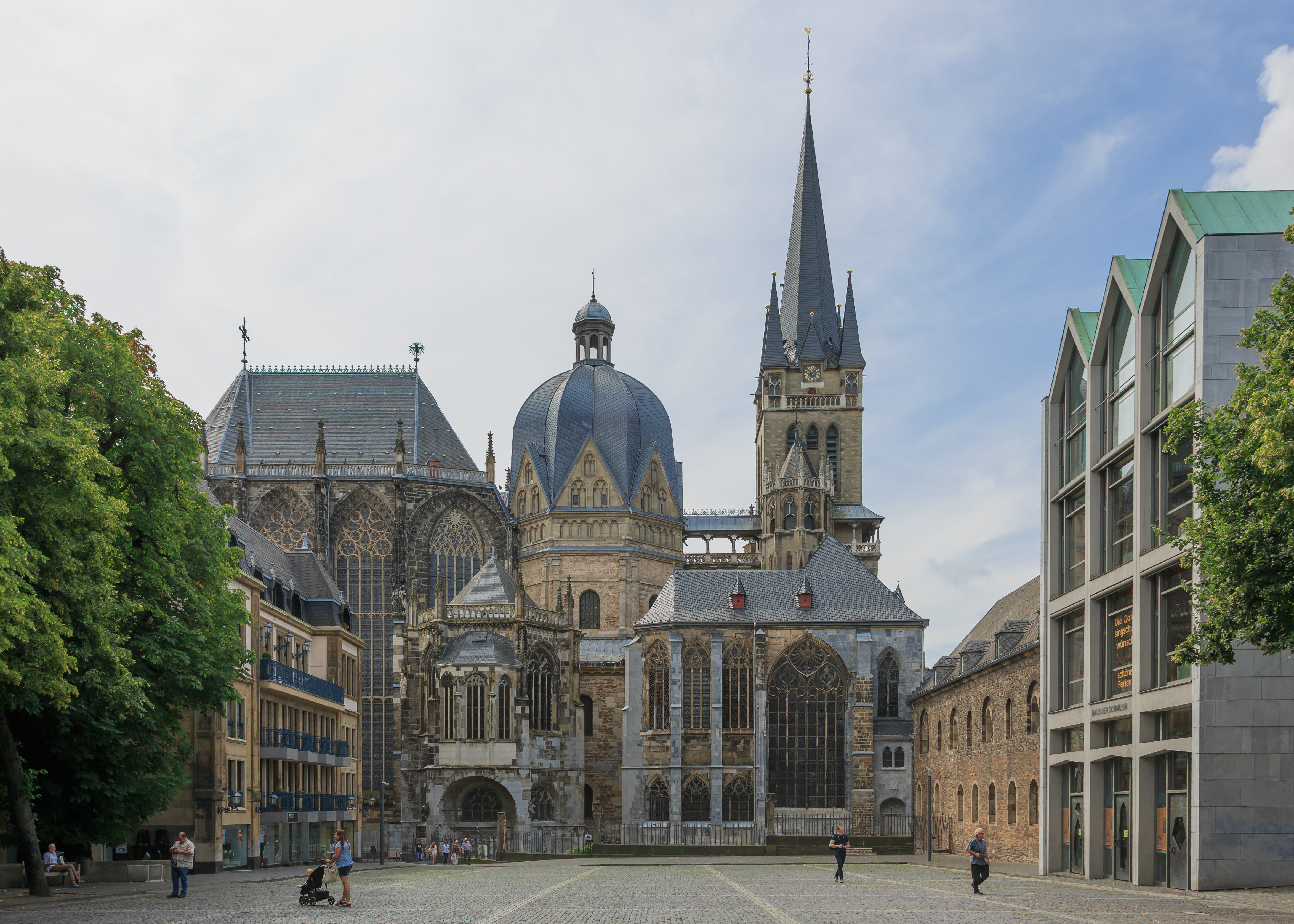
كاتدرائية آخن، فيها كان يتم تتويج ملوك الإمبراطورية الرومانية المقدسة.

المرحلة الأولى من تنصير مختلف شعوب الكلت والجرمانيين وقعت في الجزء الغربي من ألمانيا الحاليَّة، وهو الجزء الذي كانت تسيطر عليه الإمبراطورية الرومانية. وتم تسهيل التنصير بين رعايا الإمبراطورية من الوثنيين وتحقق تدريجياً بمختلف الوسائل. وكان لصعود المسيحية الجرمانية في بعض الأحيان طوعياً، لا سيَّما بين الجماعات المرتبطة مع الإمبراطورية الرومانية. ومع انهيار الحكم الروماني في الأراضي الألمانيَّة في القرن الخامس، انتهت المرحلة الأولى من التنصير في الأراضي ألمانية. وفي عام 496 افتتحت المرحلة الثانية من تنصير البلاد مع تعميد ملك الفرنجة كلوفيس الأول إلى جانب عدد من أفراد أسرته. وعلى النقيض من القبائل الألمانية الشرقية، الذين اعتنقوا المسيحية على مذهب الآريوسية، أصبح كلوفيس الأول كاثوليكياً. وعلى خطى الملك حصل العديد من الفرنجة أيضاً على سر المعمودية. خلال القرون الثمانية التالية أعاد المبشرين الأيرلنديين والإسكتلنديين والإنجليز بجلب المسيحية إلى الأراضي الألمانية، وأدت فعالية حركات التبشير في سنوات 700 في نشر المسيحية شمال فرنسا وألمانيا؛ إلى تحول ألمانيا إلى المسيحية رسميًا. وبات لبابا روما، دور كبير ليس على الصعيد الديني فحسب بل على الصعيد المدني أيضًا، وغدا الباباوات يتوجون الأباطرة؛ في عام 800 قام البابا ليون الثالث بتتويج شارلمان إمبراطورًا للإمبراطورية الرومانية المقدسة مفتتحًا بذلك عهدًا جديدًا من العلاقات بين الإمبراطورية والكرسي الرسولي.

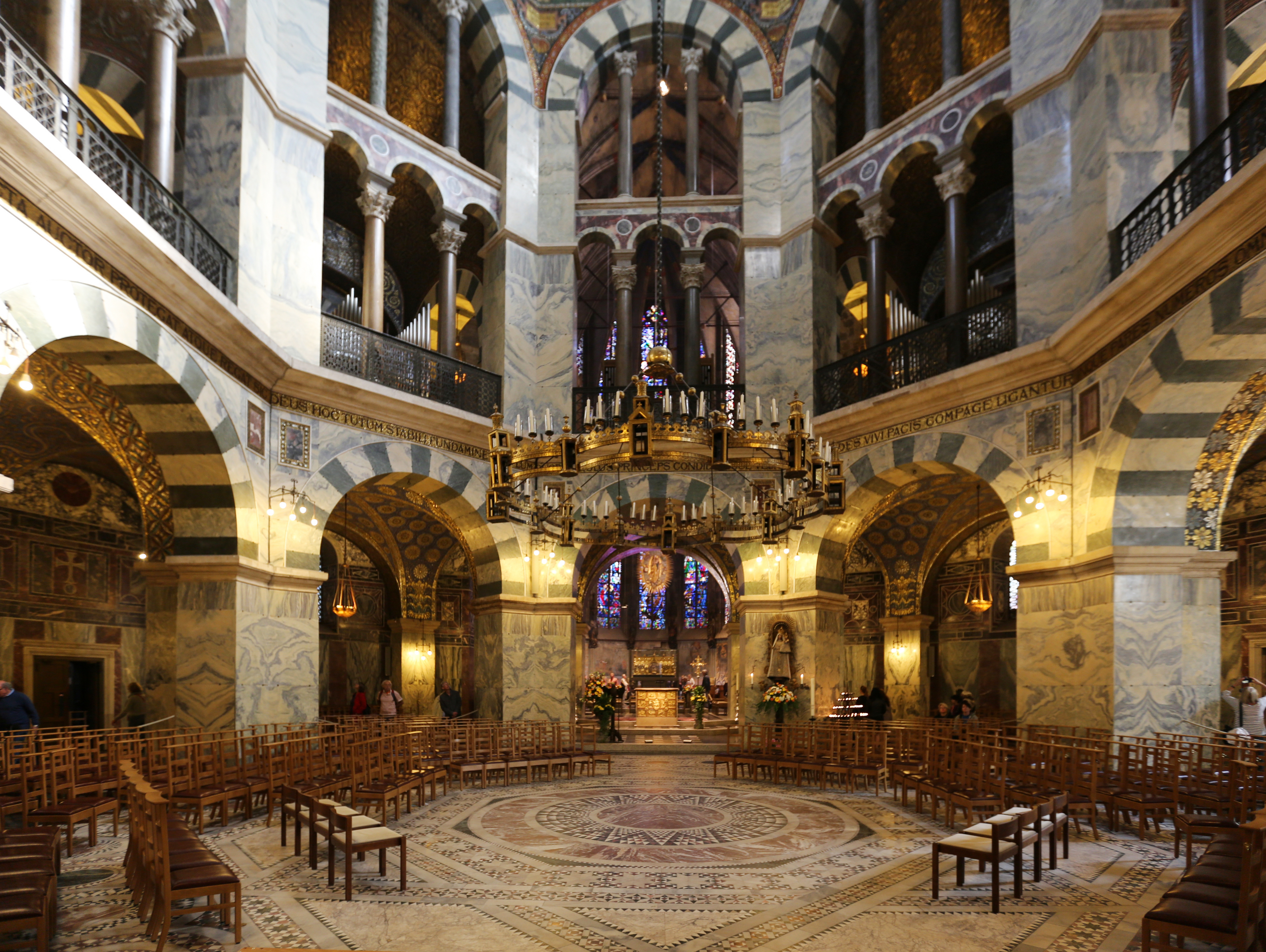
كنيسة بالاتين في آخن، من مآثر الحقبة الكارولنجية.

خلال الفترة الكارولنجية انتشرت المسيحية في جميع أنحاء ألمانيا، وخاصة خلال عهد شارلمان من خلال وحملاته العسكرية التوسعية. وفي عام في 530 كتب بندكتس كتاب الحكمة الرهبانية، والذي أصبح نموذجًا لتنظيم الأديرة في جميع أنحاء ألمانيا. هذه الاديرة الجديدة حافظت على الحِرف التقليدية والمهارات الفنيّة وحافظت أيضًا على الثقافة الفكرية والمخطوطات القديمة داخل مدارسها ومكتباتها. فضلًا عن توفير حياة روحية لرهبانها، كانت الأديرة أيضًا مركز إنتاج زراعي واقتصادي، لا سيما في المناطق النائية، وأصبحت الأديرة إحدى القنوات الرئيسية للحضارة، وساهمت هذه الأديرة في النهضة الكارولنجية في القرن التاسع. وفي العصور الوسطى كانت الكاثوليكية هي الدين الرسمي الوحيد داخل الإمبراطورية الرومانية المقدسة، كان لليهود حق بالإقامة في المدن والبلاد، لكن لم يعتبروا مواطنين في الإمبراطورية. في داخل الإمبراطورية كانت الكنيسة الكاثوليكية قوة كبرى، وحكمت أجزاء كبيرة من الأراضي من قبل الأساقفة الأمراء؛ كما ولا يمكن أن يحصل الإمبراطور الروماني المقدس على اللقب إلا بتتويج البابا.
شغل الأساقفة منصب حاكم مدني لبعض الإمارات العلمانية داخل حدود الإمبراطورية الرومانية المقدسة وكانت تدار هذه الإمارات الأسقفية سياسيًا من قبل الأمير الأسقف الذي كانت تتداخل إلى حد كلي أو إلى حد كبير مع اختصاصه الأبرشي والديني، لأن بعض أجزاء من أبرشيته، أو حتى مدينة إقامته، يمكن أن لا تكون جزءًا من حكمه المدني. في حالة حصلت المدينة على تصريح مدينة حرة من الإمبراطورية الرومانية المقدسة. إذا كان الحاكم الأسقفي كان أسقفًا، المصطلح الصحيح الأمير رئيس أساقفة. وعادًة ما يعتبر الأمير الأسقف ملكًا منتخبًا. كانت الأسقفيات الإكليروسية جزء من الإمبراطورية الرومانية المقدسة، والتي شكلت، بالإضافة إلى جانبها الكنسي، دولة مدنية داخل الإمبراطورية. ومع تراجع للقوة الإمبريالية من القرن الرابع فصاعدًا في مواجهة الغزوات البربرية، كان منصب الأساقفة المسيحيين أحيانًا الحكام والبديل عن القائد الروماني، وقد اتخذوا القرارات العلمانية للمدينة وقادوا القوات الخاصة عند الضرورة. وكانت العلاقات بين الأمير-الأسقف والمواطنين في كثير من الأحيان غير ودية. وقد وقعت احتكاكات بين البرجوازية والأساقفة.

### عصر الإصلاح البروتستانتي

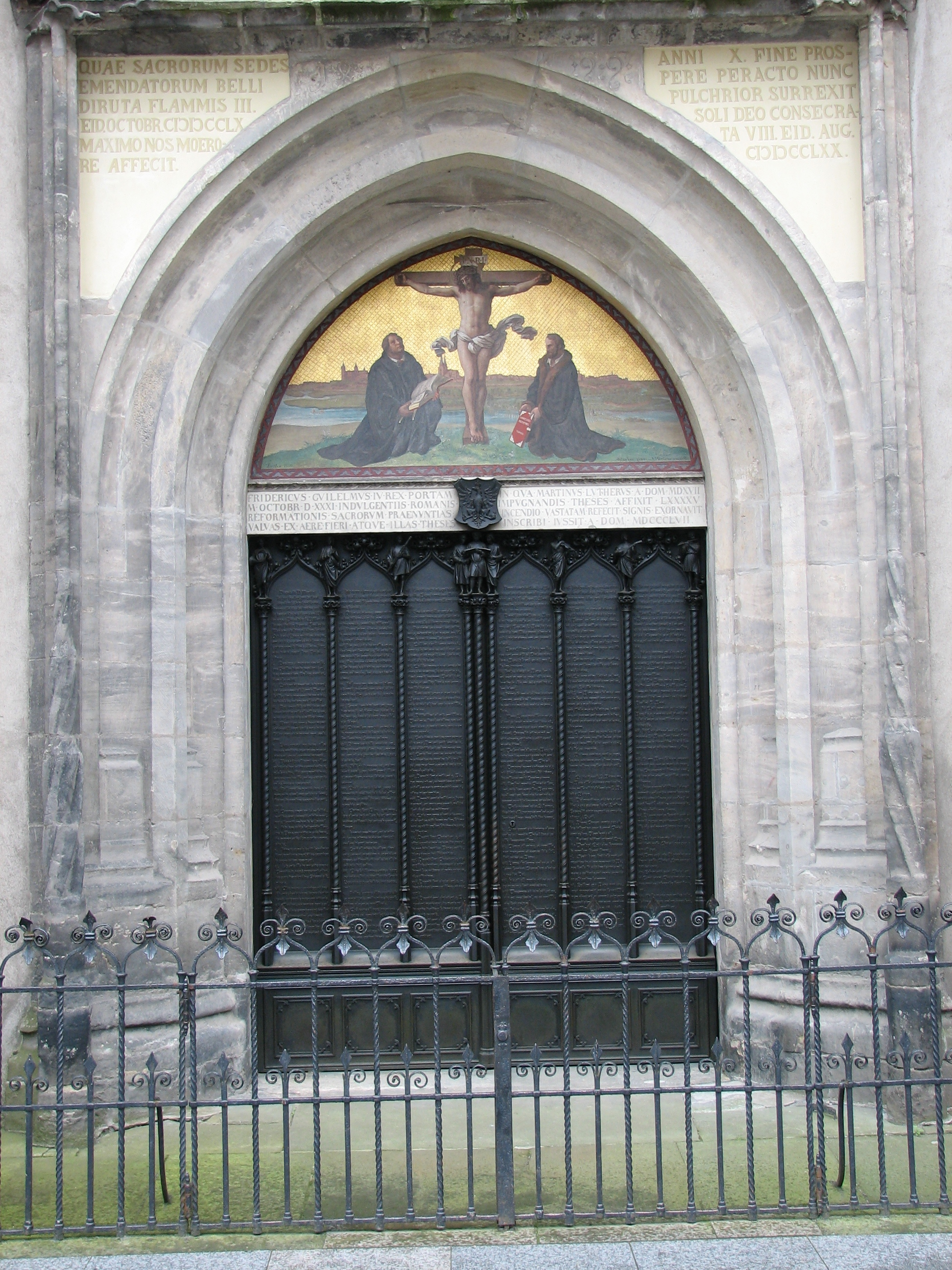
باب كنيسة جميع القديسين في فيتنبرغ، والتي علق لوثر على بابها القضايا الخمس والتسعين، في 31 أكتوبر 1517، والتي شكلت بداية الإصلاح البروتستانتي.

شهدت مرحلة عصر النهضة الإصلاح البروتستاني في ألمانيا على يد مارتن لوثر، إذ انتقد مارتن لوثر الفساد في الكنيسة الكاثوليكية وفي مقدمة ما انتقد قضية صكوك الغفران، وشراء بعض المناصب العليا في الكنيسة والمحسوبية إضافة إلى ظهور ما يشبه «عوائل مالكة» تحتفظ بالكرسي الرسولي مثل آل بورجيا. وكان لنشوء البروتستانتية دور هام في تحسين مستوى التعليم ونشر المعرفة في ألمانيا، فقد دعا مارتن لوثر إلى حق الفرد في تفسير الإنجيل، وشجّع على قراءة ودراسة الكتاب المقدس. وكان للبروتستانتية دور في إدخال الاجتهاد والتفكير الحر على الفكر الغربي، فقد قام مارتن لوثر بترجمة جديدة للكتاب المقدس من اليونانية إلى الألمانية فأعتبر ذلك العمل الضخم حجر الأساس في تاريخ الأدب الألماني. حث مارتن لوثر ومن بعده رفيقاه السويسريان الأكثر تشددًا جان كالفن وزوينجلي على العناية بالتعليم والثقافة والنظافة والنظام ودعا أتباعه إلى اعتبار أداء الوظيفة بأمانة وحرص لا مجرد واجب تجاه رب العمل بل بمثابة رسالة أخلاقية تجاه الخالق نفسه.
قام الأمير فريدريك الثالث بنقل لوثر تحت حماية فرسان ملثمين إلى قلعة فرتبرغ بعد انفضاض مجلس ورمز. وخلال إقامته في القلعة الواقعة في منطقة إيزنباخ، ترجم لوثر العهد الجديد من اليونانية إلى اللغة الألمانية، ووضع عددًا من الكتب الجدليّة، كان من ضمنها كتابًا تهجم فيه على ألبريشت رئيس أساقفة ماينز، كما ألف كتبًا أخرى في شرح مبدأ التبرير، وتفنيد لاهوت التبرير في الكنيسة الكاثوليكية، وشرح عدد من الكتابات اللاهوتية.
نشر لوثر ترجمته الألمانية للعهد الجديد عام 1522، ثمّ أنهى ومعاونيه ترجمة العهد القديم عام 1534، ليُتمّ بذلك ترجمة الكتاب المقدس كلّه. واستمرّ على دراسة اللغات القديمة والعمل على صقل الترجمة حتى نهاية حياته. انتُقد لوثر لإضافته كلمة «وحده» بين كلمة «الإيمان» في روما 3: 28، غير أن لوثر استفاض بتبرير عمله لكون الخلاص بالإيمان وحده حسب رأي لوثر هو العقيدة الأساسية في المسيحية، وأن القديس بولس كان يريد أن يوصل هذه الفكرة، وبالتالي فإضافة الكلمة أمر ضروري لكي يتضح بشكل ناصع فحوى العقيدة المسيحية في التبرير كما رآها لوثر.

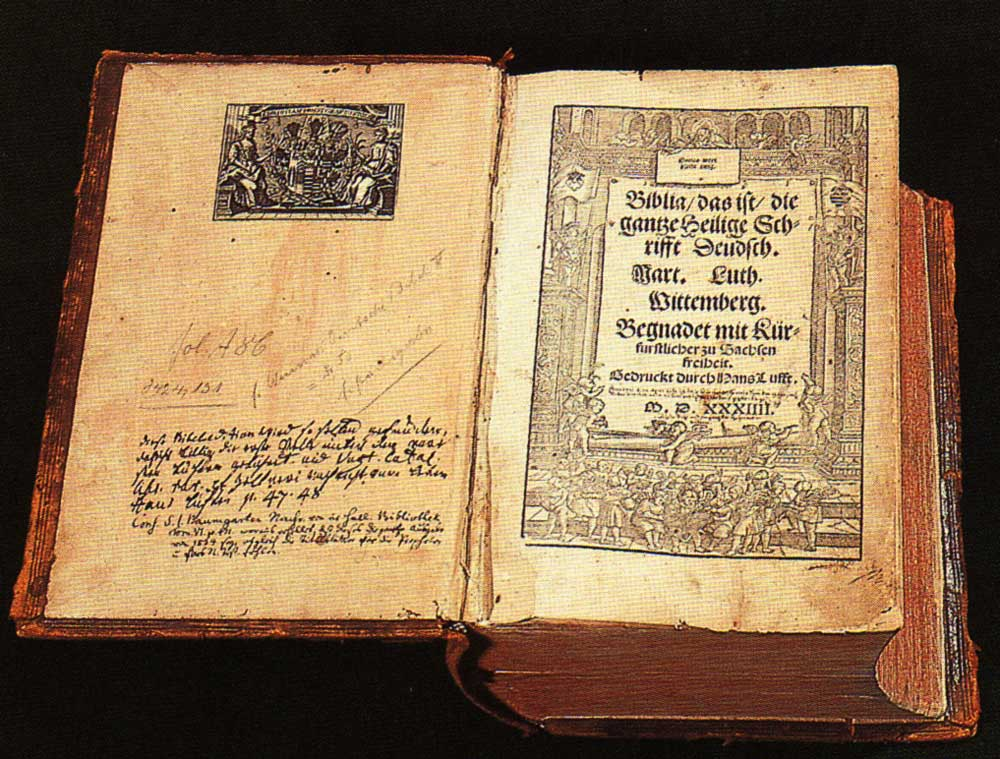
النسخة الأصلية لترجمة لوثر للكتاب المقدس عام 1534.

انتشرت ترجمة لوثر في جميع أنحاء ألمانيا، وقال أنه يعتزم العمل بكامل طاقاته لجعل الوصول إلى الكتاب المقدس سهلاً ويوميًا بالنسبة لجميع الألمان، وإزالة أي عائق قد يراه الشخص أمام بعض المفاهيم أو الألفاظ. حظيت ترجمة لوثر بشعبية كبيرة وتأثير كبير في ترجمة الكتاب المقدس، ودفعت إلى ارتفاع الطلب على المنشورات باللغة الألمانية، كما ساهمت مساهمة فعالة في تطور اللغة والأدب الألمانيين؛ وذهب البعض إلى أن انتشار اللوثرية في مختلف أصقاع ألمانيا يعود لترجمته هذه. ومما يذكر، هو تأثير هذه على ترجمات أخرى لاحقة مثل ترجمة الكتاب المقدس للإنجليزية عام 1525، ومن ثم ترجمة الملك جيمس الشهيرة لاحقًا.
كان لنشوء البروتستانتية السبب الرئيس لاندلاع عدة حروب أهلية في أجزاء من ألمانيا. في نهاية المطاف، أدت هذه الخلافات إلى نشوب نزاعات التي لعب الدين فيها عاملاً رئيسيًا. ومع بداية القرن السابع عشر دمرت حرب الثلاثين عاما التي اندلعت سنة 1618 أوروبا وهي تنتقل من دولة إلى دولة حاملة أبعادها الدينية؛ وقد تحارب في ألمانيا الكالفينيون واللوثريون وكلاهما من البروتستانت بحرب طاحنة. وقد انتهى الصراع بين الطوائف المسيحية المختلفة من خلال صلح أوغسبورغ وهي معاهدة وُقعت بين فرديناند الأول، الذي حل محل أخيه شارل الخامس كإمبراطور روماني مقدس، والأمراء اللوثريين، في الخامس والعشرين من سبتمبر عام 1555 بمدينة أوغسبورغ في بافاريا، ألمانيا. وسمح البند "Cuius regio, eius religio" الشهير بالوثيقة للأمراء الألمان باختيار إما اللوثرية أو الكاثوليكية ضمن أراضيهم، وتنتهي بتأكيد استقلالهم بدولهم. أعطيت الأسر فترة كانوا خلالها أحرار بالهجرة إلى مناطق أخرى ذات دين يرضونه. وظلَّ المصرفي جاكوب فوغر وعضو أسرة فوغر على المذهب الكاثوليكي. وكان جاكوب فوغر قد افتتح عصر الرأسمالية ونمو الاحتكارات الخاصة وسيطرة رجال الأعمال بأموالهم على السادة الإقطاعيين الذين يملكون الأرض.

### العصور الحديثة

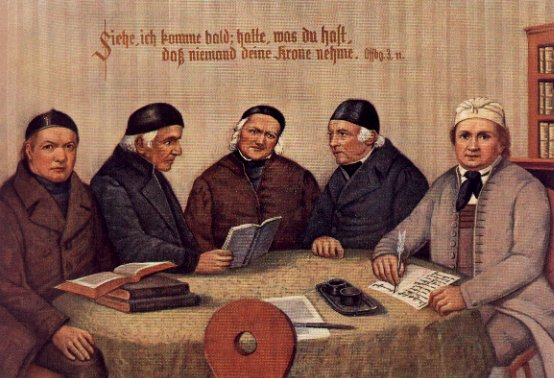
لوحة أبرز فقهاء حركة التقوى في ألمانيا.

أحدث عصر التنوير والثورة العلمية تغييرات كبيرة في المجتمع، يُذكر أن ظهور البروتستانتية كان له أثر كبير في نشوء الثورة العلمية، وكأحد الأسباب التي أدت إلى الثورة العلمية خاصة في انكلترا وألمانيا، فقد وجد الباحثون علاقة إيجابية بين ظهور حركة التقوى البروتستانتية والعلم التجريبي. فضلًا عن اعتبار أخلاق العمل البروتستانتية كقيم الموثوقية، والادخار، والتواضع، والصدق، والمثابرة والتسامح، أحد أسباب نشأة الثورة الصناعية. كما وكان للبروتستانتية دور في إدخال الاجتهاد والتفكير الحر على الفكر الألماني، فقد قام مارتن لوثر بترجمة جديدة للكتاب المقدس من اليونانية إلى الألمانية فاعتبر ذلك العمل الضخم حجر الأساس في تاريخ الأدب الألماني. وبيّن ماكس فيبر إحصائياً بأن البروتستانت بألمانيا، هم الأكثر غنى وثراء بنسب تتزايد، كما لمس مدى حضور الفكر الديني في السلوك تجاه القضايا والمشاكل، مما يؤكد صلة الدين بما يمارس واقعياً بحسب ماكس فيبر.
كان لألمانيا ثلاث فترات رئيسية للتحول اليهودي إلى المسيحية، وهي البداية الأولى خلال عصر موسى مندلسون، وحدثت موجة ثانية خلال النصف الأول من القرن التاسع عشر. وقام ديفيد فريدلاندر بإعداد قائمة تضم 32 عائلة يهودية وحوالي 18 يهوديًا غير متزوج تم تحولهم إلى المسيحية مؤخرًا إلى المستشار البروسي لولاية هاردنبرغ في عام 1811. في المقاطعات البروسية الثمانية القديمة بين عام 1816 وعام 1843، في عهد فريدرش فيلهلم الثالث ملك بروسيا، تحول حوالي 3,984 يهوديًا إلى المسيحية، وكان من بينهم العديد من أغنى اليهوج والأكثر ثقافة، في حين وفقًا الموسوعة اليهودية كانت أعدادهم حوالي 2,200 من عام 1822 إلى عام 1840. وكانت الفترة الثالثة والأطول من الإنفصال عن اليهودية بسبب اللاسامية، وبدأت في عام 1880. حيث في جميع أنحاء الولايات الألمانية، بإستثناء النمسا وفرنسا، حصل العديد من اليهود على مناصب عالية وعائدات كبيرة مقابل التخلي عن اليهودية.

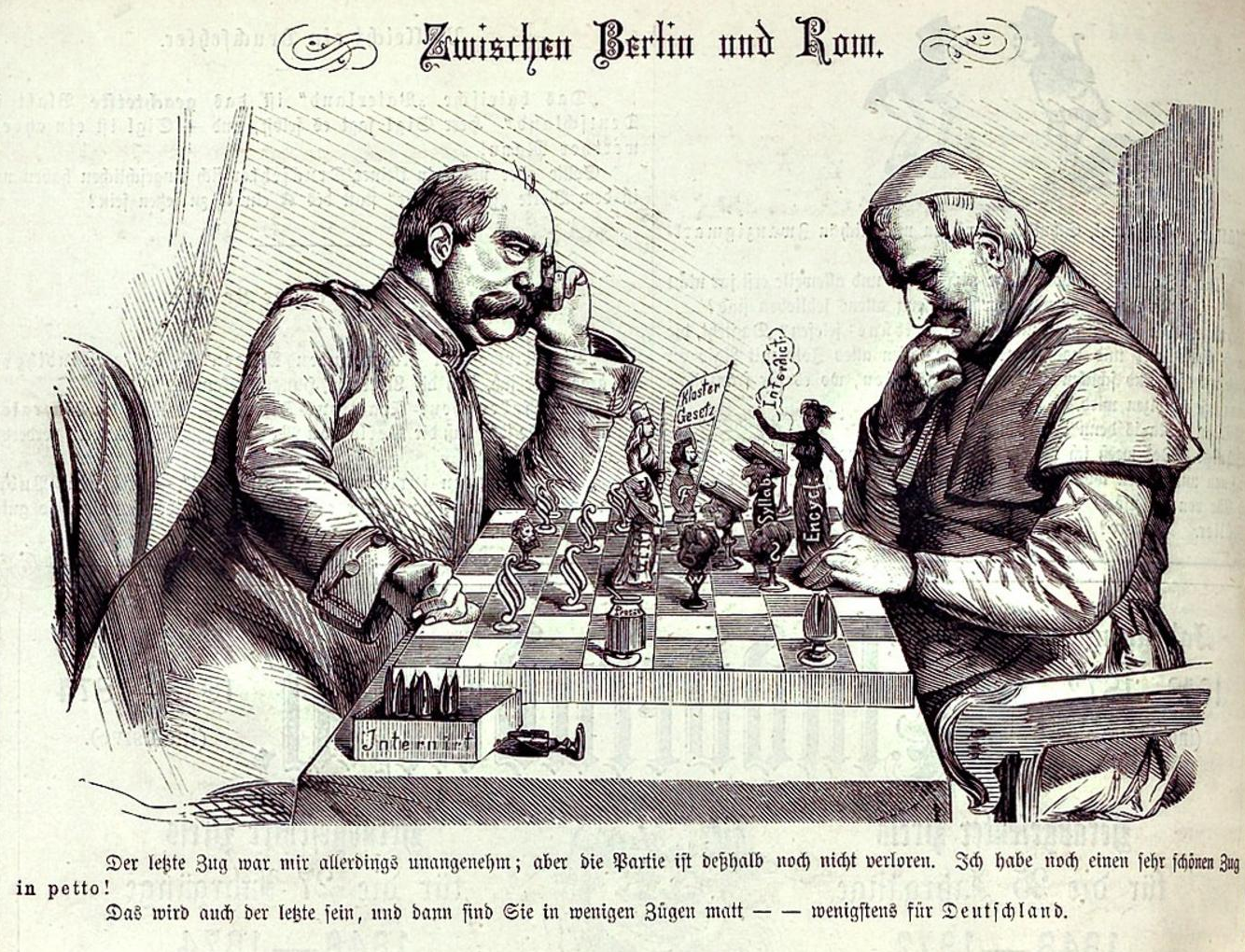
كاريكاتير يصور بسمارك والبابا خلال فترة الحملة الثقافة أو الكولتوركامپف.

شغل أوتو فون بسمارك منصب رئيس وزراء مملكة بروسيا بين عامي 1862 و1890، ولكونه بروتستانتيًّا ملتزمًا، لم يتسامح مع أي سلطة دينية خارج الإمبراطورية الألمانية حول الشؤون الألمانية. وبالتالي قام بإطلاق حملة الحرب الثقافيَّة أو الكولتوركامپف ضد سلطة البابا والكنيسة الكاثوليكية في عام 1873، كانت حدود الحملة فقط في بروسيا. وقد قوبل ذلك بدعم قوي من الليبراليين الألمان، حيث رأي الليبراليون أنها تقوّض سياسيًا من سيادة الدولة التي يُفتَرَض أنها أكثر تقدمية، وتتناقض ثقافيًا مع الانتماء للقومية التي مثلت في ذلك الوقت المخرج الرئيسي من الهويات الدينية، أضف لذلك أن التحالف القديم بين الكنيسة الكاثوليكية والأسر الحاكمة كان في نظرهم تعزيزًا لإنعدام المساواة، في حين كانت فكرة الدولة القومية التي تقوم على المواطنة أكثر عدلًا. العنصر الكاثوليكي، بدوره رأى الليبراليين الوطنيين، الذين كانوا في كثير من الأحيان من البروتستانت، الكنيسة أسوأ عدو. وعلى الرغم أنَّ الكاثوليك شكلوا حوالي ثلث السكان، إلا أنهم نادرًا ما سُمح لهم بشغل المناصب الرئيسيَّة في الحكومة الإمبراطورية أو الحكومة البروسية. وتم إلغاء القسم الكاثوليكي التابع لوزارة الثقافة، ليصبح الصوت الكاثوليكي مع الوقت شبه منعدم داخل دوائر السلطة الألمانية، ومررت السلطة حزمة من القوانين المعادية للثقافة الكاثوليكية لتتمكن من الإشراف بنفسها على التعليم الديني الذي يخضع له أعضاء الكنيسة. بعد 1871 كان هناك حملة تطهير منهجي في عزل الكاثوليك. وفي المدى الطويل، وكانت النتيجة الأكثر أهمية تعبئة الناخبين الكاثوليك، وإصرارهم على حماية هويتهم الدينية، واحتشد الكاثوليك وراء الكنيسة وحزب الوسط.

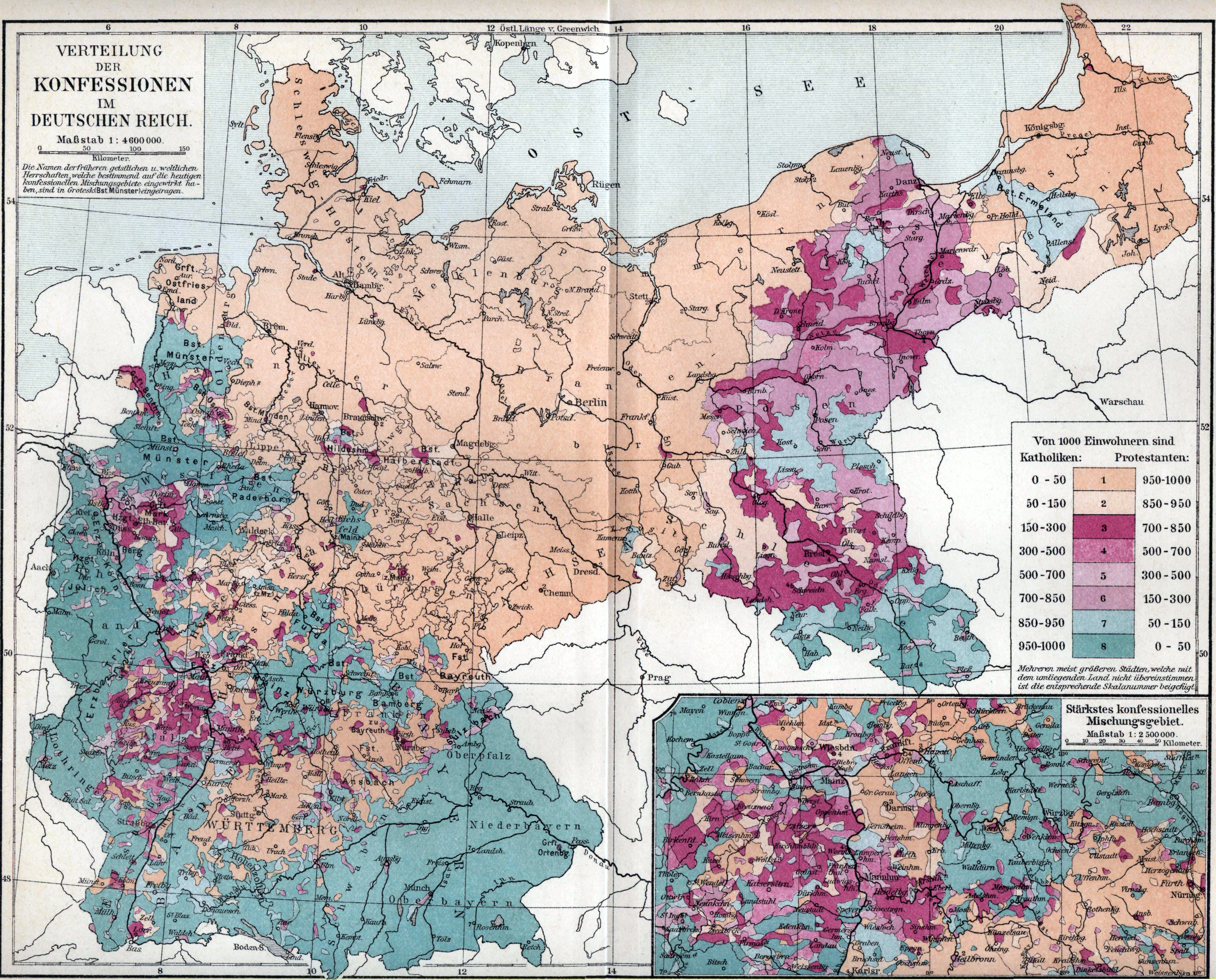
الوضع الديني في الإمبراطورية الألمانية عام 1895؛ تُظهر الخارطة انتشار البروتستانيَّة (اللون الأرجواني والوردي) والكاثوليكيَّة (اللون الأرجواني والأزرق).

هيمن على مملكة بروسيا كل من المذهب البروتستانتي اللوثري والكالفيني الإصلاحي. وخلال عهد فريدرش فيلهلم الثالث ملك بروسيا نشأ اتحاد الكنائس البروسي والذي كان عبارة عن دمج لهيئات الكنائس البروتستانتية الرئيسية، وقد ظهر هذا الاتحاد في عام 1817 بعد سلسلة من المراسيم التي كتبها فريدرش فيلهلم الثالث ملك بروسيا التي وحدَّت الطوائف اللوثرية والإصلاحية في بروسيا. وأصبح الاتحاد أكبر منظمة دينية مستقلة في الإمبراطورية الألمانية وفي وقت لاحق جمهورية فايمار، مع حوالي 18 مليون من الرعية.
عانت الكنيسة الكاثوليكية من الاضطهاد الديني في ألمانيا النازية. وباعتبار النازية أيديولوجية شمولية، ادعى النازيون السيطرة المطلقة على جميع الأنشطة الجماعية والاجتماعي، والتدخل في شؤون التعليم الكاثوليكي والمجموعات الشبابية والأندية العمالية والجمعيات الثقافية. لم تقبل الأيديولوجية النازية أن تكون الكنيسة مؤسسة مستقلة، وكان من المطلوب إخضاع الكنيسة للدولة. وقامت القيادة النازية بمحاولات لمحو المسيحية في ألمانيا على المدى الطويل. ظهرت العدوانية المتطرفة تجاه الكنيسة من جانب كل من وزير الدعاية السياسية جوزيف غوبلز، ووزير داخلية الرايخ الألماني هاينريش هيملر ومارتين بورمان والذين قادوا حملة قوية ضد الكنائس والقساوسة بين نشطاء الحزب النازي.
أثر الحكم الشيوعي سلبًا على الممارسة والدينية والتدين في ألمانيا الشرقية، المعروقة تقليديًا كمعقل البروتستانت في ألمانيا وعرّفت ألمانيا الشرقية نفسها حتى انهار سور برلين في عام 1989 جمهورية ملحدة، وقمعت السلطات الشيوعية واضطهدت مختلف أشكال المسيحية بدرجات مختلفة. بعد إعادة توحيد ألمانيا عام 1990 حيث ضمت فيه جمهورية ألمانيا الديمقراطية، أو ما كان يعرف بألمانيا الشرقية، إلى جمهورية ألمانيا الاتحادية، عادت الحرية الدينية للمسيحيين في ألمانيا الشرقية.
يـَضمن القانون الأساسي للجمهورية الألمانية حرية الأديان. لا توجد أقليات دينية مضطهدة رسميًا. هناك اتفاقيات بين الحكومة الاتحادية والكنيستين الكاثوليكية والبروتستانتية، والتي يتلقى بموجبها أبناء هذين المذهبين دروسًا دينية في المدارس الحكومية. وتُعوِّض الحكومة هذه الدروس باقتطاع نسبة ضريبية على السكان من أبناء هذه المذاهب. ووفقاً لدراسة قامت بها مركز بيو للأبحاث عام 2019 حوالي 71% من الألمان من دافعي ضريبة الكنيسة.

## الديموغرافيا والانتشار

خريطة تظهر انتشار الكاثوليكية (اللون الأخضر) والبروتستانية (اللون الأحمر).

ألمانيا هي مهد الإصلاح البروتستانتي واللوثرية، ومنذ تأسيسها في عام 1871، كان حوالي ثلثي من سكان ألمانيا بروتستانت (الغالبيَّة كانت على المذهب اللوثري والكالفيني)؛ والثلث الآخر من أتباع الكنيسة الرومانية الكاثوليكية، مع وجود أقلية يهودية بارزة. منذ عام 1945 فقدت ألمانيا الأقلية اليهودية خلال المحرقة مما أدى إلى تغير التركيبة الدينية في البلاد تدريجيًا في العقود التالية، وأصبحت ألمانيا الغربية أكثر تنوعًا في الجانب الديني من خلال الهجرة، بالمقابل ازدادت أعداد الملحدين في ألمانيا الشرقية بشكل كبير من خلال سياسات الحكم الشيوعي. ويتواصل التنوع الديني بعد إعادة توحيد ألمانيا عام 1990.
منذ منتصف القرن العشرين، شهدت البلاد تحولاً جذرياً بعيداً عن البروتستانتية، في عام 1950 كان البروتستانت يمثلون أغلبية (59%) من سكان ألمانيا، حيث شكلَّ الكاثوليك أقلية كبيرة (37%)، وفقاً لأبحاث أجراها ديتليف بولاك وأولاف مولر في جامعة مونستر بألمانيا. وتستند هذه النسب إلى حد كبير على قوائم عضوية الكنيسة التي تشمل كلاً من الأطفال والبالغين. على مدى الستين سنة التالية، انخفضت حصة البروتستانت 30 نقطة، في حين انخفضت حصة الكاثوليك 7 نقاط. يظهر التراجع الوطني بين البروتستانت الألمان أيضاً عند النظر بشكل منفصل إلى ألمانيا الشرقية والغربية (التي تم إعادة توحيدها في عام 1990)، وفقاً لأبحاث إضافية أجراها بولاك. يعتبر التراجع في ألمانيا الشرقية، والذي كان بروتستانتياً في الغالب عندما تشكلت البلاد عام 1949، على نطاق واسع نتيجة الإضطهاد والقمع وتهميش الدين خلال العقود الأربعة من الحكم الشيوعي.
في ألمانيا الغربية، تم ذكر العديد من جوانب الحياة الدينية كأسباب محتملة للهوية الكاثوليكية القوية التي تم التوصل إليها من سنوات وجودها كدين أقلية، والإختلافات العقائدية حول الخلاص التي تجعل المشاركة الرسمية للكنيسة أكثر ضرورة للكاثوليك منها للبروتستانت. كما أظهر تحليل حديث لمركز بيو للأبحاث عام 2019 انخفاضاً في حصة البروتستانت في ألمانيا. بين البالغين الذين سئل عن طائفتهم الدينية الحاليَّة والمذهب الذي تربوا عليه، فقد كان هناك انخفاض في حصة البروتستانت بنسبة 5%؛ حيث تربى 33% على البروتستانتية وقال حوالي 28% أنهم ما زالوا يعتبرون أنفسهم بروتستانت. وظلَّت نسبة الذين يقولون أنهم من الكاثوليك مستقرة إلى حد كبير: حيث قال 45% أنهم تربوا على الكاثوليكية وقال حوالي 43% أنهم ما زالوا يعتبرون أنفسهم كاثوليك.

### الوضع الحالي

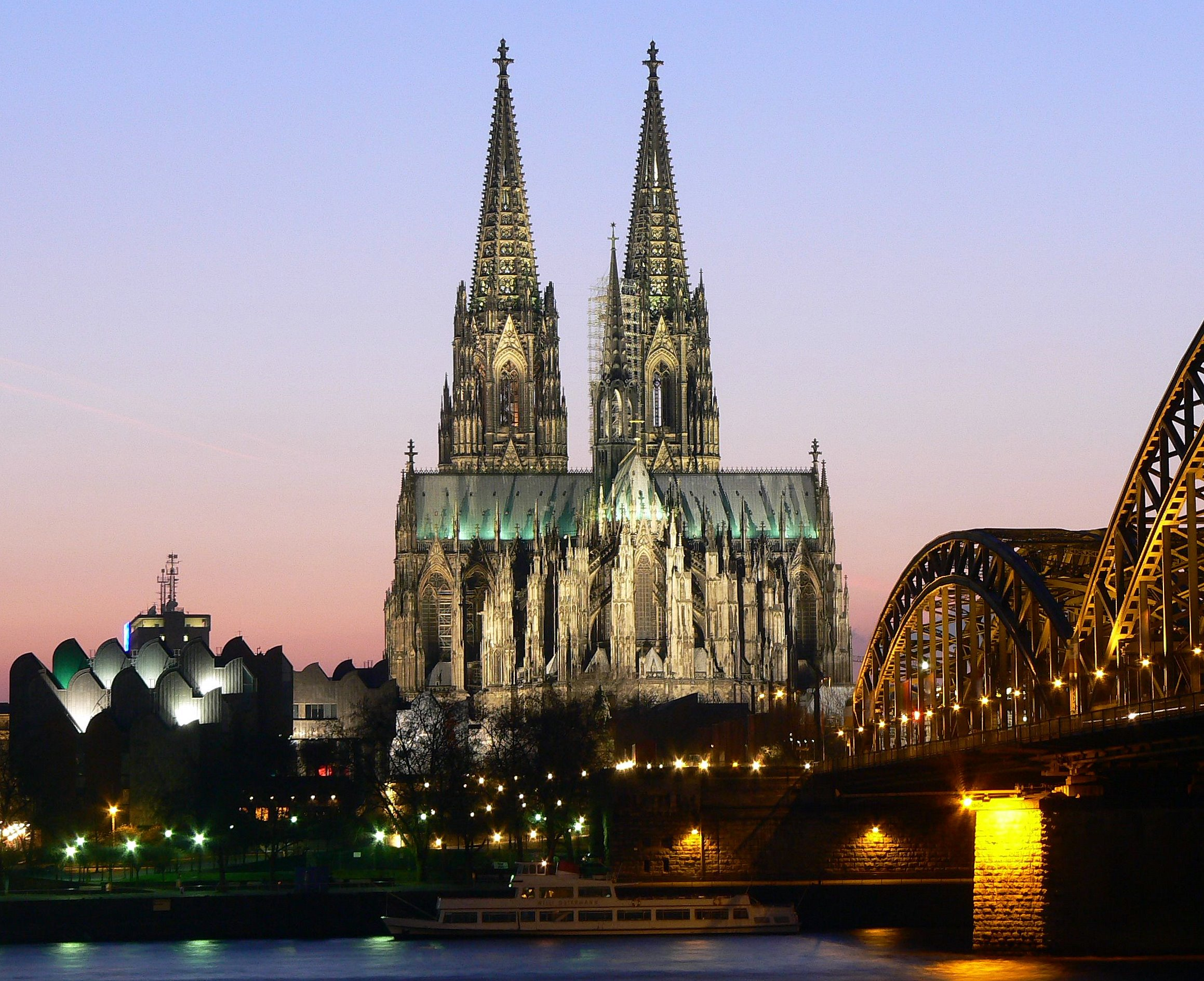
كاتدرائية كولونيا على نهر الراين تعتبر أحد مواقع التراث العالمي.

وفقًا للتعداد السكاني في ألمانيا عام 2011، تعد المسيحية أكبر ديانة في ألمانيا ويشكل معتنقوها حوالي 66.8% من مجموع السكان، ويشّكل البروتستانت نسبة 31.8% منهم أي 25 مليون (منهم 30.8% أعضاء في الكنيسة الإنجيلية في ألمانيا)، في حين يشكل الكاثوليك 31.2% أي 24.5 مليون. الكنيسة الإنجيلية في ألمانيا هي أكبر كنائس البروتستانتية في البلاد وهي عبارة عن اتحاد عشرين كنيسة لوثرية وإصلاحيَّة. وألمانيا هي موطن لأكبر عدد من الشباب المسيحي في أوروبا الغربية، فبحسب مركز بيو للأبحاث عام 2010 وصلت أعداد شباب ألمانيا المسيحيين بين سن 15 إلى 29 سنة حوالي 8.7 مليون (62%) من أصل 14.1 مليون شاب ألماني.
في عام 2015، وجدت يوروباروميتر أن 72.6% من السكان البالغين في ألمانيا هم من المسيحيين، ووجدت أن أكبر طائفة مسيحية هي البروتستانتية، والتي ضمت نحو 33.1% من السكان، وتليها الكاثوليكية بنسبة 31.1%، والأرثوذكسية الشرقية بنسبة 0.9%، في حين شكلّ أتباع الطوائف المسيحية الأخرى نحو 7.5%. وفي عام 2016 وجد المكتب السياسي الألماني أن 34.2% من السكان البالغين الذين يحق لهم التصويت من البروتستانت، وحوالي 31.9% كانوا من الكاثوليك، وقال حوالي 28.8% أنهم غير منتسبين لديانة، وكان حوالي 2.5% من المسلمين. وفي عام 2016، وجد المسح الاجتماعي العام الألماني أن 64.5% من الألمان أعلنوا أنهم ينتمون إلى طائفة مسيحية، وكان 30.5% من الكاثوليك ، وكان 29.6% أعضاء في الكنيسة الإنجيلية، وكان 1.7% أعضاء في الكنيسة الإنجيلية الحرة، وكان 1.4% من الأرثوذكس وكان 1.3% من المسيحيين الآخرين. في عام 2017 وجد استطلاع أجراه مركز بيو للأبحاث أن 71% من السكان البالغين الألمان يعتبرون أنفسهم مسيحيين عند سؤالهم عن دينهم الحالي (بغض النظر عما إذا كانوا أعضاء رسميًا في كنيسة مسيحية معينة). ويُظهر الاستطلاع نفسه أن معظم المسيحيين في ألمانيا غير ممارسين.
يتركز البروتستانت في الشمال والشرق وفي إقليم الفورتمبرغ يشكّل هؤلاء الأغلبية الساحقة؛ والمدن الكبرى تقليديًا مثل فرانكفورت، وهامبورغ، ودوسلدورف، وهانوفر والعاصمة برلين هي في الغالب مدن بروتستانتية، بينما الرومان الكاثوليك يتركز وجودهم في الجنوب والغرب خاصة في بافاريا ومدن مثل ميونخ وكولونيا. يعتبر الكاثوليك الألمان مقارنة بالبروتستانت أكثر التزامًا في الشعائر الدينية. البابا الماضي بينيدكتوس السادس عشر (من 19 أبريل 2005 إلى 28 فبراير 2013) من مواليد بافاريا. 
أثر الحكم الشيوعي والإضطهاد الديني سلبًا على الممارسة والدينية والتدين في ألمانيا الشرقية، حاليًا حوالي نصف سكان ألمانيا الشرقية من اللادينيين.
وفقًا لدراسة المؤمنين بالمسيح من خلفية مسلمة: إحصاء عالمي وهي دراسة أجريت من قبل جامعة سانت ماري الأمريكيّة في تكساس سنة 2015 وجدت أن عدد المسلمين في ألمانيا المتحولين للديانة المسيحية يبلغ حوالي 15,000 شخص.

### التعداد السكاني
| عام | مجمل السكان | البروتستانت        | رومان كاثوليك      | آخرون (يتضمن يهود) | يهود           | غير منتسبين        |
| --- | ----------- | ------------------ | ------------------ | ------------------ | -------------- | ------------------ |
| 19101 | 64,926,000  | 39,991,000 (61.6%) | 23,821,000 (36.7%) | 1,113,000 (1.7%)   | 615,000 (1.0%) | -                  |
| 19252 | 62,411,000  | 40,015,000 (64.1%) | 20,193,000 (32.4%) | 2,203,000 (3.5%)   | 564,000 (0.9%) | -                  |
| 19332 | 65,218,000  | 40,865,000 (62.7%) | 21,172,000 (32.5%) | 3,181,000 (4.8%)   | 500,000 (0.8%) | -                  |
| 19392 | 69,314,000  | 42,103,000 (60.8%) | 23,024,000 (33.2%) | 4,188,000 (6.0%)   | 222,000 (0.3%) | -                  |
| 19393 | 79,375,281  | 42,862,652 (54.0%) | 31,750,112 (40.0%) | 4,762,517 (6.0%)4  | -              | 1.5%               |
| 19465 | 63,169,844  | 37,240,625 (59.0%) | 22,732,894 (35.9%) | 623,956 (1.0%)6    | -              | 2,572,369 (4.1%)7  |
| 19505 | 69,187,072  | 40,974,217 (59.2%) | 24,540,460 (35.5%) | 752,575 (1.1%)     | -              | 3,438,020 (4.9%)   |
| 19605 8 | 73,178,431  | 39,293,907 (53.7%) | 26,161,237 (35.7%) | 1,089,673 (1.5%)   | -              | 7,459,914 (10.2%)  |
| 2011 | 80,331,360  | 25,266,470 (31.8%) | 24,869,380 (31.2%) | 3,250,680 (4.1%)   | 84,430 (0.1%)  | 26,265,880 (33.0%) |
| 1. حدود الإمبراطورية الألمانية. |             |                    |                    |                    |                |                    |
| 2. جمهورية فايمار، أي حدود الدولة الألمانية في 31 ديسمبر 1937.                                                                            |             |                    |                    |                    |                |                    |
| 3. ألمانيا النازية في مايو 1939. بيانات التعداد الرسمية.                                                                                  |             |                    |                    |                    |                |                    |
| 4. يتضمن حوالي 3.5% غير المنسبين للكنائس المسيحية، وحوالي 1.5% لادينيين، وأتباع الديانات الأخرى بنسبة 1.0%.                               |             |                    |                    |                    |                |                    |
| 5. بيانات مجمعة من جمهورية ألمانيا الاتحادية ومن جمهورية ألمانيا الديمقراطية، بإستثناء محمية سار حتى عام 1956.                            |             |                    |                    |                    |                |                    |
| 6. يستبعد هذا القسم أعضاء الديانات الأخرى الذين يعيشون في ألمانيا الشرقية.                                                                |             |                    |                    |                    |                |                    |
| 7. يشمل هذا القسم أعضاء الديانات الأخرى التي تعيش في ألمانيا الشرقية.                                                                     |             |                    |                    |                    |                |                    |
| 8. وقد أجريت التعدادات في سنوات مختلفة، وقد أجريت واحدة في ألمانيا الغربية في 6 يونيو 1961 بينما تم في ألمانيا الشرقية في 31 ديسمبر 1964. |             |                    |                    |                    |                |                    |

### التوزيع حسب الولاية
المعطيات في هذه القائمة مأخوذة من المسح السكاني من قبل مؤسسة بوليتباروميتر حول المعتقدات الدينيَّة للبالغين الألمان الذين يحق لهم التصويت (18+) في عام 2016:
| الديانة حسب الولاية (2016) | البروتستانت | الكاثوليك | طوائف مسيحية أخرى | مجمل المسيحيون |
| -------------------------- | ----------- | --------- | ----------------- | -------------- |
| بادن-فورتمبيرغ             | 37.6%       | 40.6%     |                   | 78.2%          |
| بافاريا                    | 23.4%       | 58.6%     |                   | 82.0%          |
| براندنبورغ                 | 24.9%       | 3.5%      |                   | 28.4%          |
| بريمن                      | 51.8%       | 7.8%      |                   | 59.6%          |
| برلين                      | 18.7%       | 9.1%      | 2.7%              | 31.1%          |
| برلين الشرقية              | 14.3%       | 7.5%      | 1.3%              | 23.1%          |
| برلين الغربية              | 32.0%       | 12.4%     | 1.3%              | 45.7%          |
| هامبورغ                    | 34.3%       | 9.0%      | 2.3%              | 45.6%          |
| هسن                        | 50.2%       | 21.7%     | 2.0%              | 73.9%          |
| ساكسونيا السفلى            | 53.8%       | 18.7%     |                   | 72.5%          |
| ميكلينبورغ-فوربومرن        | 24.9%       | 3.9%      |                   | 28.8%          |
| شمال الراين - وستفاليا     | 30.9%       | 44.6%     |                   | 75.5%          |
| راينلاند - بالاتينات       | 34.8%       | 42.4%     |                   | 77.6%          |
| سارلاند                    | 22.3%       | 68.1%     |                   | 90.4%          |
| ساكسونيا                   | 27.6%       | 4.0%      |                   | 31.6%          |
| سكسونيا-أنهالت             | 18.8%       | 5.1%      |                   | 23.9%          |
| شليسفغ هولسشتاين           | 61.5%       | 3.2%      |                   | 64.7%          |
| تورنغن                     | 27.8%       | 9.5%      |                   | 37.3%          |
| ألمانيا                    | 34.5%       | 32.2%     | 2.7%              | 69.4%          |

## الطوائف المسيحية

### البروتستانتية

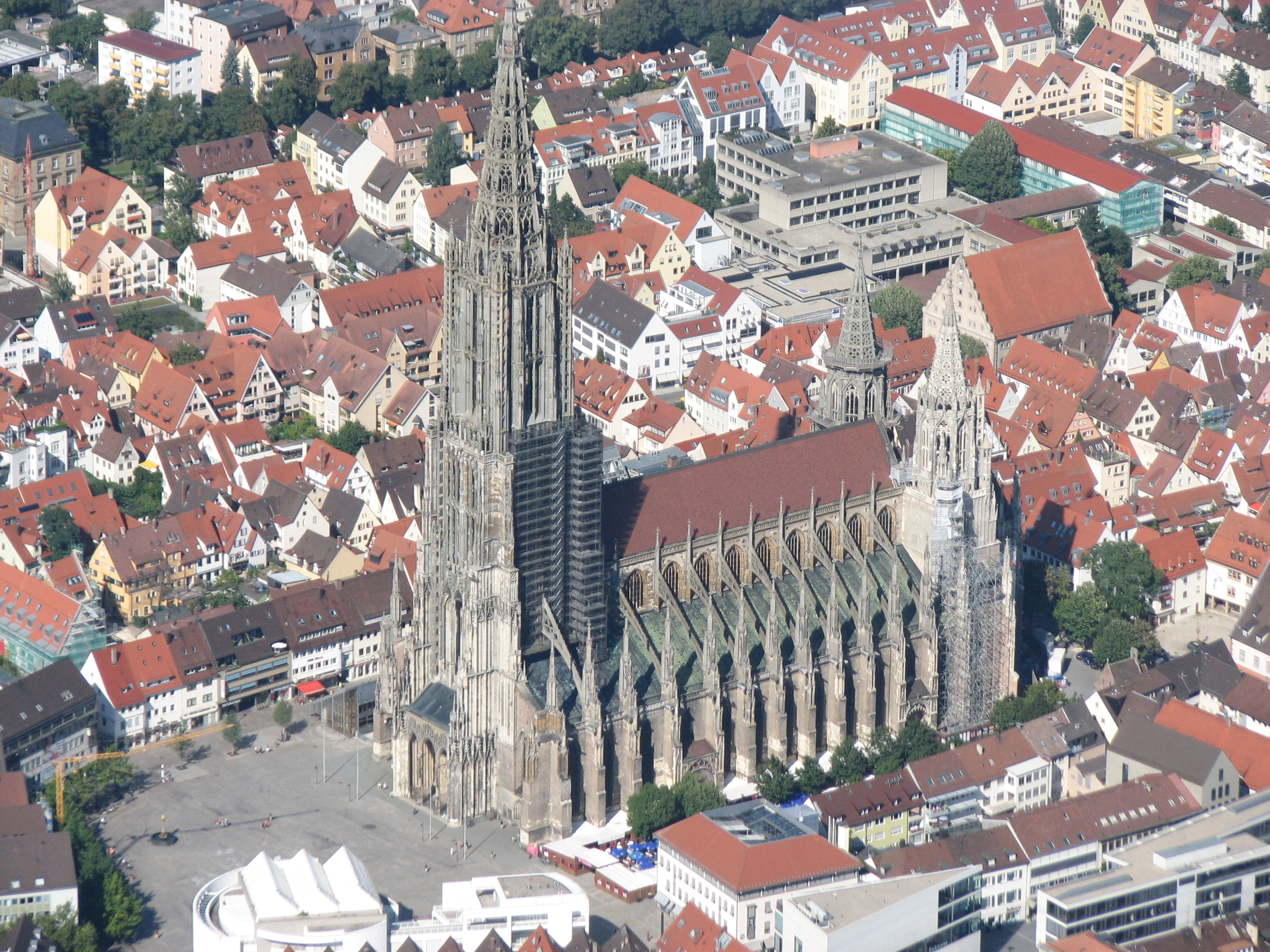
كاتدرائية أولم، أطول كنيسة في العالم.

وفقًا للتعداد السكاني في ألمانيا عام 2011 يشّكل البروتستانت نسبة 31.8% منهم أي 25 مليون (منهم 30.8% أعضاء في الكنيسة الإنجيلية في ألمانيا)، وتعد الكنيسة الإنجيلية في ألمانيا واحدة من أكبر المؤسسات البروتستانتية الوطنية في العالم، وتأتي في المرتبة بعد كنيسة إنجلترا وكنيسة المسيح في الكونغو. تاريخيًا هيمن على مملكة بروسيا كل من المذهب البروتستانتي اللوثري والكالفيني الإصلاحي. وخلال عهد فريدرش فيلهلم الثالث ملك بروسيا نشأ اتحاد الكنائس البروسي والذي كان عبارة عن دمج لهيئات الكنائس البروتستانتية الرئيسية، وقد ظهر هذا الاتحاد في عام 1817 بعد سلسلة من المراسيم التي كتبها فريدرش فيلهلم الثالث ملك بروسيا التي وحدَّت الطوائف اللوثرية والإصلاحية في بروسيا. وفي عام 1948 توحدت الكنائس اللوثرية والكالفينيَّة الإصلاحيَّة واتحاد الكنائس البروسي في ما عُرف لاحقًا الكنيسة الإنجيلية في ألمانيا. وفقًا لإحصائيات الكنيسة من عام 2015 ينتمي حوالي 57% من أتباع الكنيسة لفرع اتحاد الكنائس البروسي، وحوالي 40% للفرع اللوثري في حين ينتمي 3% للفرع الكالفيني الإصلاحي. وتشير تقارير إلى أن الكنائس الإنجيلية «الحرّة» في نمو مستمرّ، حيث شهد أعداد أتباع اتحاد الكنائس الإنجيلية الخمسينية في ألمانيا نمواً مطرداً منذ نصف عقد حتى الآن.
البروتستانتية هي الدين الرئيسي في ألمانيا الشمالية والشرقية والوسطى، مع غلبة الفرع الكالفيني الإصلاحي في أقصى الشمال الغربي و ليب، والفرع اللوثري في الشمال والجنوب، وفرع اتحاد الكنائس البروسي في وسط وغرب ألمانيا. وعلى الرغم من أنَّ غالبية المسيحيين في جنوب ألمانيا هم من الرومان الكاثوليك، لكن هناك وجود كثافة بروتستانتية في شمال فورتمبيرغ وشمال بافاريا. الغالبية العظمى من البروتستانت الألمان تنتمي إلى الكنيسة الإنجيلية في ألمانية،وتبعها حوالي 25 عضوُا في عام 2006 أو حوالي 30% من سكان ألمانيا. ومع ذلك، فإن متوسط التردد على الكنائس أقل، حيث يحضر فقط حوالي مليون شخص الخدمات الدينية المقامة يوم الأحد.
تُظهر السجلات التاريخية أن العديد من الأتراك العثمانيين اعتنقوا المسيحية وأصبحوا كهنة أو رعاة في الأراضي الألمانيَّة. لا توجد أعداد رسميَّة عن أعداد المسيحيين الأتراك في ألمانيا، لكن وفقاً لتعداد السكان عام 2011 تبين أنّ هناك 1,170 مسيحي تركي في سكسونيا السفلى أو 1.3% من مجمل الأترك الألمان في سكسونيا السفلى. نشرت صحيفة دي فيلت الألمانية تقريرًا عن مجموعة من المسلمين الذين تحولوا إلى المسيحية، أغلبهم من ذوي الأصول التركية أو العربية. وتشير الكنيسة البروتستانتية التركية في كولونيا إلى ارتفاع أعداد العائلات المسلمة المتحولة إلى المسيحية كما أعلنت كنائس تركية أخرى في ألمانيا عن تزايد أعداد المتحولين إليها. أشارت تقارير مختلفة إلى تحول العديد من اللاجئين المسلمين إلى الديانة المسيحية في ألمانيا خصوصًا اللاجئين القادمين من أفغانستان وسوريا والعراق، فضلًا عن زيادة في أعداد اللاجئين الإيرانيين والأفغان من المتحولين للمسيحية بحثًا عن الحرية الدينية. وبحسب دراسة تعود إلى عام 2015 وجدت أن حوالي 15,000 مسلم تحول إلى المسيحية منذ عام 1960. وتشير تقارير إلى أن الكنائس الإنجيلية «الحرّة» في نمو مستمرّ، حيث شهد أعداد أتباع اتحاد الكنائس الإنجيلية الخمسينية في ألمانيا نمواً مطرداً منذ نصف عقد حتى الآن.

### الكاثوليكية

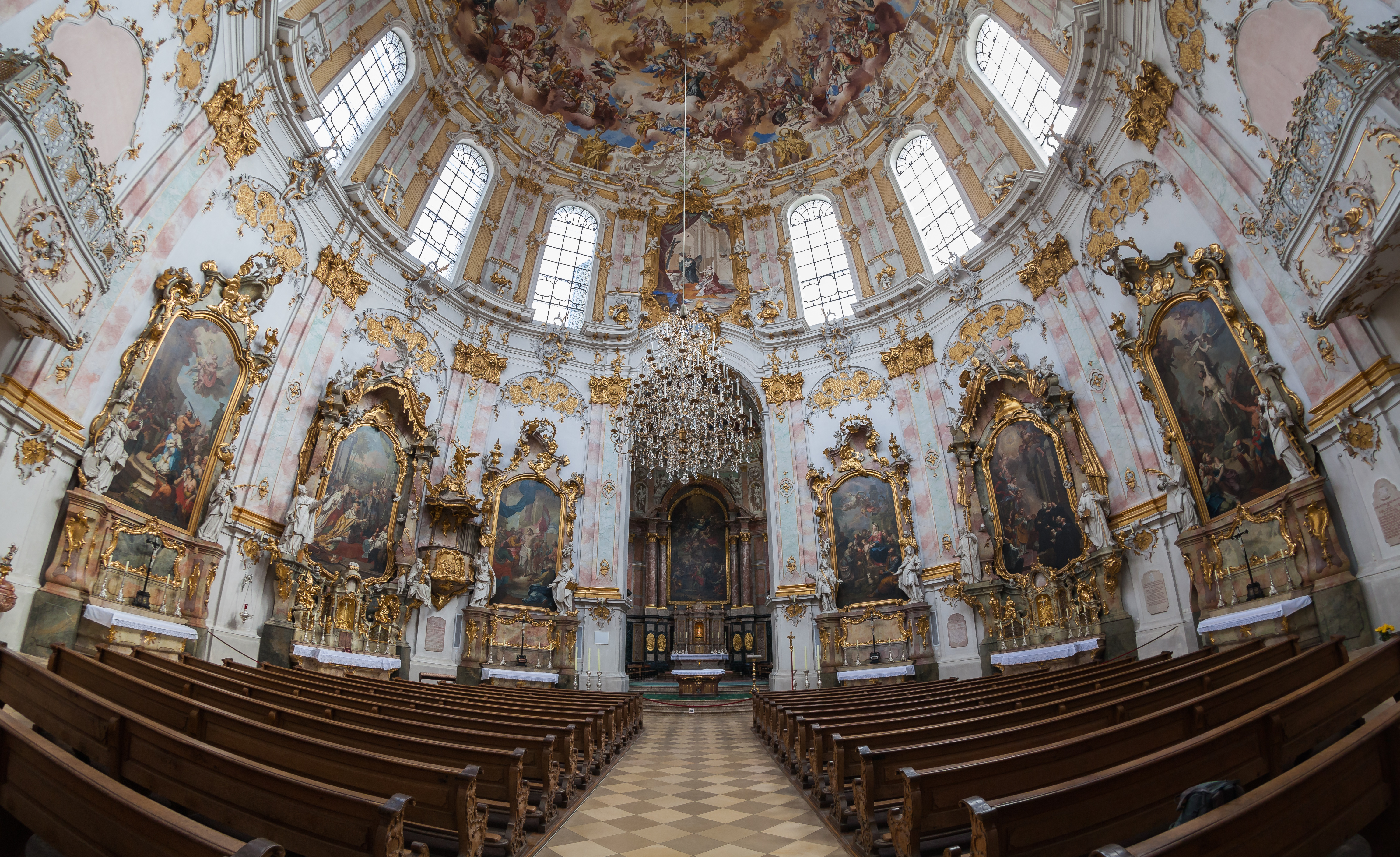
دير إتال الكاثوليكيَّ.

الكنيسة الكاثوليكية الألمانية هي جزء من الكنيسة الكاثوليكية العالمية في ظل القيادة الروحية للبابا في روما والمؤتمر الأسقفي الألماني. وتنقسم الكنيسة الكاثوليكية في ألمانيا إلى 27 أبرشية. بسبب ضريبة الكنيسة الإجبارية لأولئك الذين مسجلون ككاثوليك، تعد الكنيسة الكاثوليكية الألمانية أغنى جزء من الكنيسة الكاثوليكية في أوروبا، حيث وصلت إيرادات الكنيسة إلى حوالي 9.2 مليار يورو في عام 2010. لدى ولايتين من الستة عشرة ولاية ألمانية أغلبية كاثوليكيَّة مطلقة وهي بافاريا (51.2%) وسارلاند (59.8%). إلى جانب هذه الولايات تُعد الكاثوليكية أكبر مجموعة دينية في راينلند بالاتينات، وشمال الراين-وستفاليا وبادن-فورتمبيرغ.
على الرغم من التأثير العلماني في ألمانيا؛ ومع ذلك اعتبارًا من عام 2011 يَعتبر حوالي 31.2% من الألمان أنفسهم كاثوليك أي 24.5 مليون نسمة، قبل إعادة توحيد ألمانيا عام 1990 بين جمهورية ألمانيا الاتحادية (أو ألمانيا الغربية) والجمهورية الديمقراطية الألمانية (أو ألمانيا الشرقية)، شكّل الكاثوليك حوالي 42% من مجمل سكان ألمانيا الغربية. ما يجعل من السهل معرفة الإحصاءات الدينية في ألمانيا هو أنه على دافعي الضرائب المسيحيين الإعلان عن انتماءاتهم الدينية، حيث تقوم مصلحة الضرائب في ألمانيا بجباية ضريبة الكنيسة من ضريبة الدخل.
بصرف النظر عن وزنها الديموغرافي، فإن للكنيسة الكاثوليكية في ألمانيا تراث ديني وثقافي قديم يعود إلى سان بونيفاس رسول ألمانيا وأول رئيس أساقفة ماينز، وإلى شارلمان الذي دفن في كاتدرائية آخن. وتشمل المواقع الدينية البارزة دير اتال، ودير ماريا لاتش، وأوبرامرغاو، المشهور بأدائها لمسرحية الآلام كل عشر سنوات. تعتبر الهندسة المعمارية الكاثوليكية في ألمانيا غنية أيضاً ومثيرة للإعجاب، فهناك كنائس وكاتدرائيات مثل كاتدرائية كولونيا وكاتدرائية إرفورت وكاثدرائية شباير وكاتدرائية سانت مارتن وكاتدرائية السيدة العذراء في ميونيخ وكاتدرائية القديسة هيدفيغ. وأوضح أجرته وكالة الأنباء الألمانية عام 2017 أنَّ لدى الكنيسة الكاثوليكية في ألمانيا ثروة تقدر بالمليارات في صورة أصول نقدية وأصول مالية وكذلك مخصصات خاصة للكهنة وممتلكات عقارية. وأوضح الاستطلاع أن كل من كولونيا وليمبورج وماينتس وترير تندرج ضمن الأبرشيات الأكثر ثراء في ألمانيا.

### الأرثوذكسية

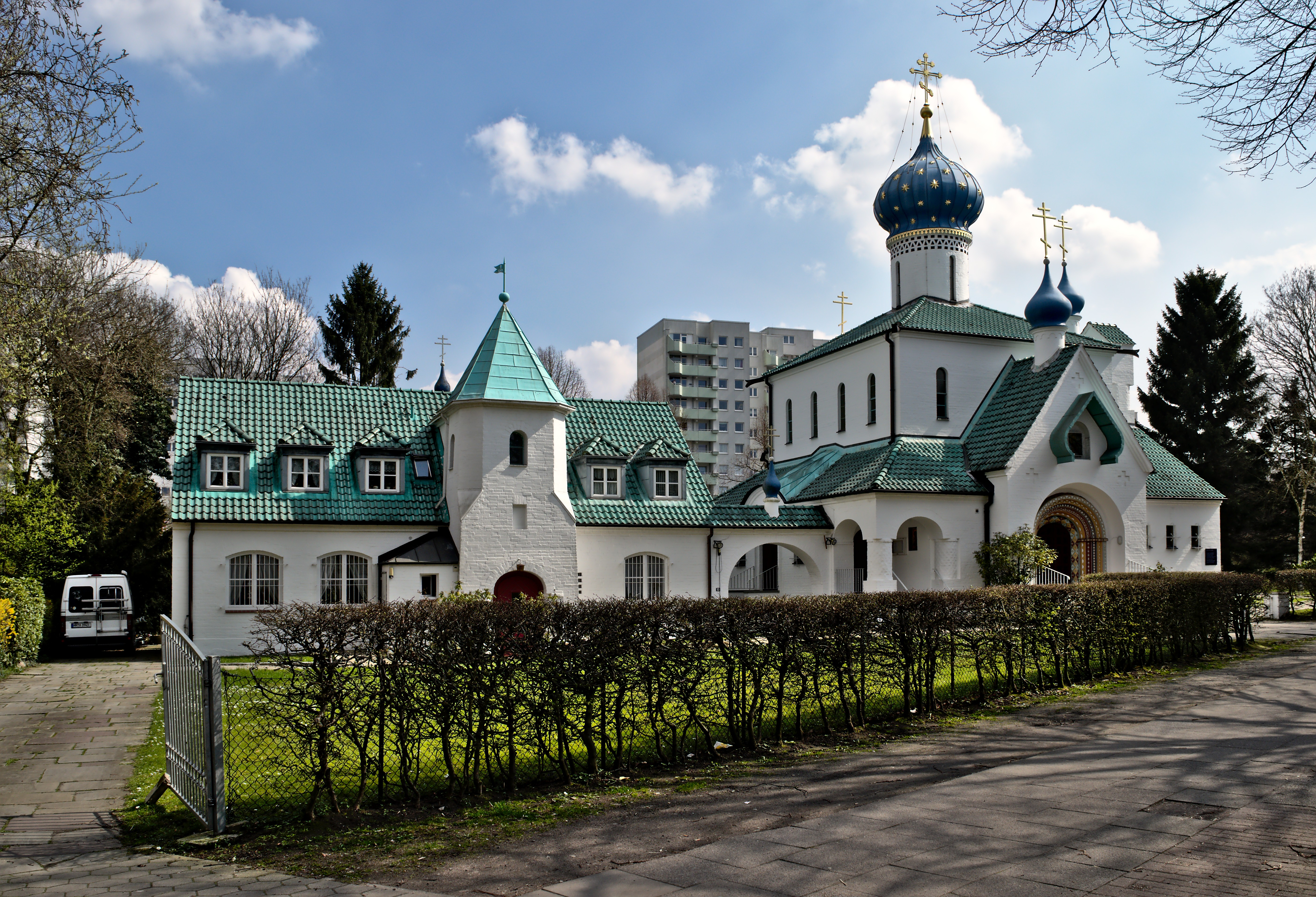
كنيسة القديس بروكوب الروسية الأرثوذكسية في هامبورغ.

يشكل المسيحيون الشرقيون حوالي 1.3% من سكان ألمانيا، أكبر الكنائس الأرثوذكسية الشرقية في ألمانيا هي الكنيسة اليونانية الأرثوذكسية والتي يصل عدد أتباعها حوالي 570,000، ويتبعون بطريركية القسطنطينية المسكونية، تليها مع الكنيسة الصربية الأرثوذكسية مع حوالي 337,000 عضو، والكنيسة الروسية الأرثوذكسية مع حوالي 270,000 عضو، والكنيسة الرومانية الأرثوذكسية مع حوالي 150,000 عضو، والكنيسة الأوكرانية الأرثوذكسية مع حوالي 143,000 عضو، والكنيسة البلغارية الأرثوذكسية مع حوالي 130,000 عضو.
أما الوجود الآشوري/السرياني/الكلداني الفعلي في ألمانيا فيعود إلى فترة 1970 عندما بدأ سريان طور عابدين في تركيا بالهجرة الجماعية إلى ألمانيا تحت ضغط المعارك الدائرة بين حزب العمال الكردستاني والجيش التركي. كما لحق بهم سريان شمال شرق سوريا ابتداء من عقد 1980 والآشوريون الكلدان العراقيون منذ عقد 1990 والسريان السوريين منذ عام 2011 بسبب الحرب الأهلية السورية. حاليًا تصل أعداد الآشوريين/السريان/الكلدان في ألمانيا إلى حوالي 100,000 نسمة، معظمهم يتبع الكنيسة السريانية الأرثوذكسية إلى جانب أقلية تتبع كنيسة المشرق الآشورية تقدر بحوالي 10,000 عضو. تضم البلاد على أقلية من أتباع الكنيسة الرسولية الأرمنية والكنيسة القبطية الأرثوذكسية وكنيسة التوحيد الأرثوذكسية الإثيوبية كنيسة التوحيد الأرثوذكسية الإريترية على التوالي. ويتبع أقلية بارزة من عرب ألمانيا مذهب الكنيسة الأرثوذكسية الشرقية ويتبع معظمهم بطريركية أنطاكية وسائر المشرق للروم الأرثوذكس.

## المسيحية في المجتمع

### الموروث الحضاري

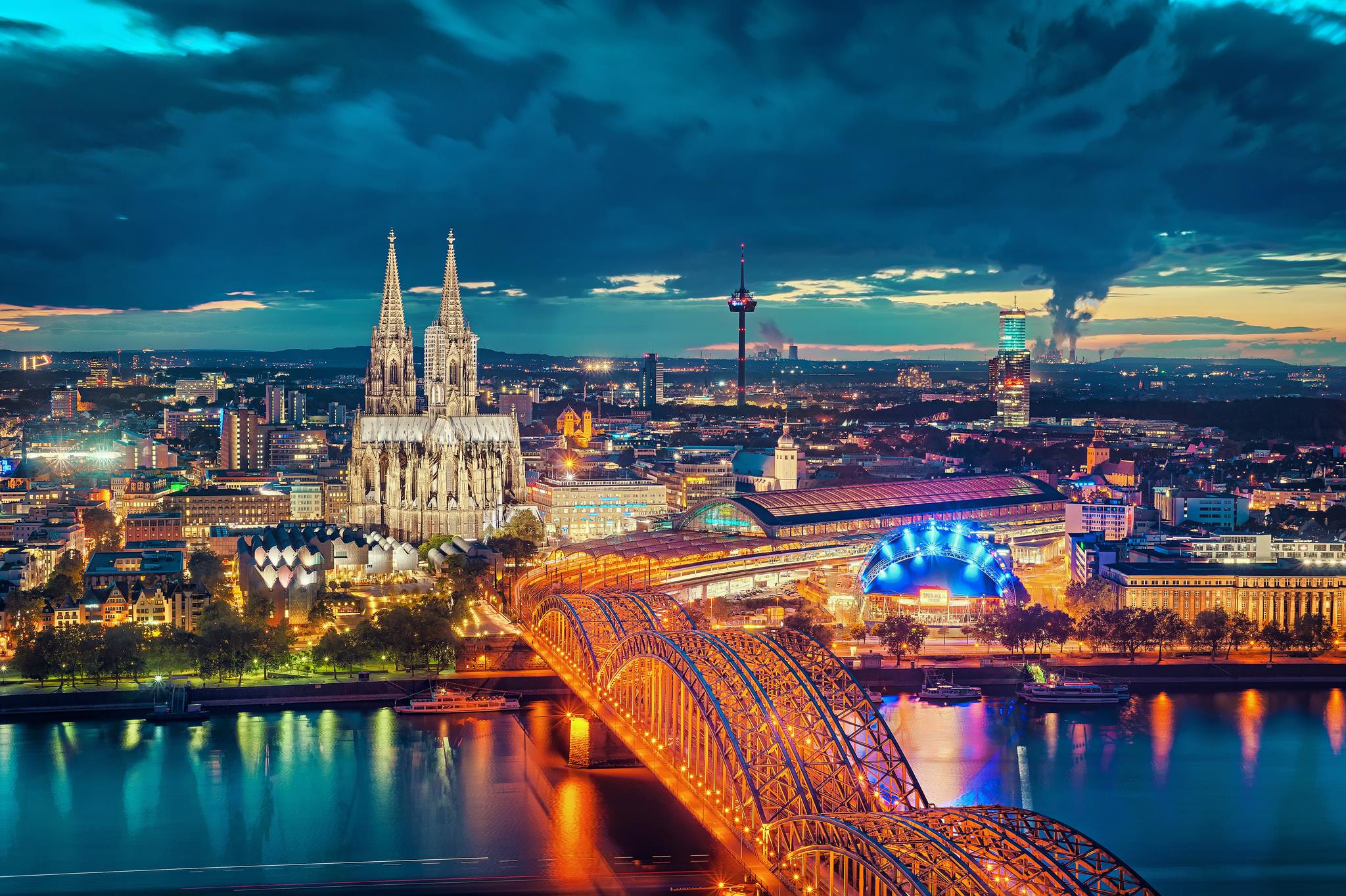
كاتدرائية كولونيا وهي موقع تراث عالمي.

تُمثل المسيحية في الأراضي الألمانية جزءًا رئيسيًا من فسيفساء الثقافة الدينية في البلاد، حيث كان للمسيحية تأثير طويل الأمد على ثقافة ومجتمع ألمانيا، مع وصولها إلى منطقة ألمانيا الحديثة بحلول عام 300، بينما كانت أجزاء من تلك المنطقة تابعة للإمبراطورية الرومانية، وبعد ذلك، عندما تحول الفرنجة والقبائل الجرمانية الأخرى إلى المسيحية من القرن الخامس فصاعدًا. أصبحت المنطقة مسيحية بالكامل في زمن شارلمان في القرنين الثامن والتاسع. بعد أن بدأت حركة الإصلاح من قبل مارتن لوثر في أوائل القرن السادس عشر، ترك العديد من الناس الكنيسة الكاثوليكية وأصبحوا بروتستانت، معظمهم تحول إلى المذهب اللوثري والكالفيني. تُعتبر ألمانيا مسقط رأس حركة الإصلاح البروتستانتي، وخلال القرن السادس عشر أصبحت ألمانيا الشمالية مركز الإصلاح البروتستانتي لتنتشر لاحقاً إلى بريطانيا والأراضي المنخفضة ودول الشمال. كما أن للبروتستانتية أثرًا قويًا في التاريخ الثقافي والسياسي لتلك الأقطار. في القرون الأخيرة، وضع البروتستانت ثقافتهم الخاصة، التي قدمت مساهمات كبيرة في مجال التعليم، والعلوم الإنسانية والعلوم، والنظام السياسي والاجتماعي، والإقتصاد والفنون، وغيرها من المجالات. يُشكل اليوم أتباع المذهب البروتستانتي ثاني أكبر المذاهب المسيحية مع أكثر من 800 مليون شخص حول العالم أو 37% من مجمل المسيحيين في العالم.
تُعتبر الهندسة المعمارية المسيحية في ألمانيا غنية أيضاً ومثيرة للإعجاب، فهناك كنائس وكاتدرائيات مثل كاتدرائية كولونيا وكاتدرائية إرفورت وكاثدرائية شباير وكاتدرائية سانت مارتن وكاتدرائية السيدة العذراء في ميونيخ وكاتدرائية القديسة هيدفيغ. إضافة إلى الليتورجية والتراتيل التي انتشرت منذ القرون الأولى للمسيحية في جميع أنحاء البلاد. وللمسيحيَّة تاريخٌ طويل وحافل في ألمانيا الحديثة، وخرج منها الكثير من الفلسفات والنصوص الليتورجية والأدباء والصوفيين وآباء الكنيسة والشهداء والقديسين فضلًا عن الملافنة، حيث تُعتبر ألمانيا الحاليّة مسقط رأس العديد من المبشرين والقديسين المسيحيين، مثل ألبيرتوس ماغنوس، وإديت شتاين، وغوتشالك، وروبرت السالزبورغي، وسان بونيفاس، وسانت شتورم، وسانت كيليان، وفيرغيليوس سالزبورغ، وميشتهليد فون ماجدبورج، وهايدغارد بنجين، وهرمان جوزيف، وهنري الثاني وغيرهم. كما وتربع على الكرسي الرسولي حوالي ثمانية بابوات تعود أصولهم إلى ألمانيا الحديثة؛ وهم كل بندكت السادس عشر وبونيفاس الثاني وداماسوس الثاني وستيفان التاسع وغريغوري الخامس وفكتور الثاني وكليمنت الثاني وليون التاسع.

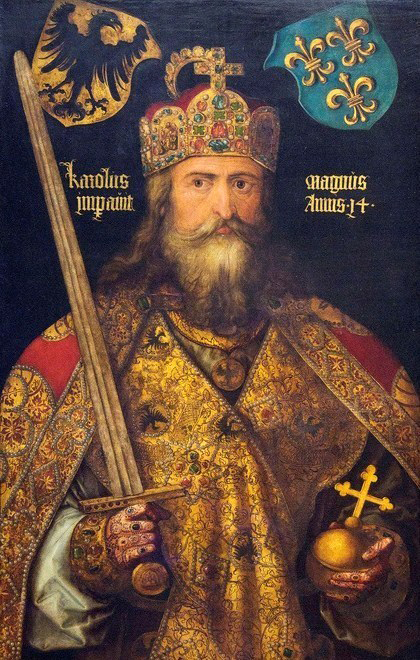
شارلمان: من أبرز حكام العالم المسيحي القروسطي.

شكلت ألمانيا جزءاً مركزيًّا في الإمبراطورية الرومانية المقدسة التي دامت حتى عام 1806م، وخلال القرن السادس عشر أصبحت ألمانيا الشمالية مركز الإصلاح البروتستانتي. شهد بلاط هذه الإمبراطورية عصر النهضة الكارولنجية وعصر النهضة الأوتونية ونهضة القرن الثاني عشر، كما لعبت الإمبراطورية الرومانية المقدسة دوراً هاماً في تاريخ أوروبا المسيحية والعالم المسيحي القروسطي السياسي والاقتصادي والاجتماعي. كان للكنيسة الألمانيَّة دور هام في تطوير الأعمال الأدبيَّة واللاهوتيَّة والفقهية والفلسفيَّة المسيحيَّة؛ وكان أبرز أعلام مدرسة التصوف الألماني كل من يوهان أرندت وغوتفريد أرنولد ونيكولاوس زايزندورف، وترك كل من غوتفريد لايبنتس وكرستيان فولف وإفرايم ليسينغ وإيمانويل كانط وجورج فيلهلم فريدريش هيغل وفريدريك فيلهيلم يوزف شيلن ويوهان غوتليب فيشته بصمة في الفلسفة الغربية والفلسفة المسيحيَّة، وكما أن ألمانيا الحديثة هي مسقط رأس مارتن لوثر مُطلق عصر الإصلاح في أوروبا، نشر لوثر ترجمته الألمانية للعهد الجديد عام 1522، وهو حدث كان له تأثير هائل على كل من الكنيسة والثقافة الألمانية. حُظيت ترجمة لوثر بشعبية كبيرة وتأثيرًا كبيرًا في ترجمة الكتاب المقدس، كما ساهمت مساهمة فعالة في تطور اللغة والأدب الألمانيين. كما وأدى الانقسام الكاثوليكي-البروتستانتي في ألمانيا إلى تشكيل ملامح القومية الألمانية، ولعبت طبقة التجار والبرجوازية البروتستانتية في فرانكفورت ودوسلدورف ودرسدن وشتوتغارت وبريمن وغوتينغن وهانوفر والعاصمة برلين دوراً هاماً في تشكيل ملامح القومية الألمانية. كما ولعبت أسرة فوغر وفلسر المصرفية والكاثوليكية في التأثير على الحياة الاقتصادية في أوروبا بسبب كونهم من المصرفيين التجاريين الدوليين، ولم يتحولوا أبدًا إلى اللوثرية، كما هو موضح في إقرار أوغسبورغ، بل ظلوا أتباع مخلصين للكنيسة الرومانية الكاثوليكية وبالتالي مقربين من أباطرة آل هابسبورغ.
نشأت حركة التقوية اللوثرية في ألمانيا الحديثة، ويرى عدد من المؤرخين وعلماء الاجتماع أن ظهور البروتستانتية وحركة التقوية كان لها أثر كبير في نشوء الثورة العلمية، وكأحد الأسباب التي أدت إلى الثورة العلمية خاصًة في انكلترا وألمانيا، فقد وجدوا علاقة ايجابية بين ظهور حركة البيوريتانية وحركة التقوية الألمانية والعلم التجريبي المبكر. أنجبت ألمانيا عدد من العلماء المسيحيين والملتزمين دينياً والذين ساهموا أيضاً في اللاهوت المسيحي أو التفكير المسيحي؛ وتشمل القائمة كل من يوهانس كيبلر، وغوتفريد لايبنتس، وكارل فريدريش غاوس، وفيلهلم كونراد رونتغن، وماكس بلانك، وفيرنر هايزنبيرغ، وفريتز هابر، وفيليب أنتون لينارد، وفيرنر فون براون، وجون جوديناف، وبيتر غرونبيرغ، وغيرهارد إرتل، وغيرهم. كما ولعب عدد من رجال الدين الكاثوليك الذين ولدوا وعاشوا أو تعود أصولهم إلى ألمانيا في تطوير العلوم؛ وتشمل القائمة كل من آدم تانر، وأثانيسيوس كيرتشر، وألبيرتوس ماغنوس، وثيودوريك من فرايبرغ، وريغيومونتانوس، وسيباستيان كنيب، وغاسبار شوت، وفرانز زافير كوغلر، وفرانز فون بولا، وكريستوف شاينر، وكريستوفر كالفوس، وكريستيان ماير، ومارتن فالدسميلر، ومايكل دينيس، ونقولاس الكوزاني، ونيكولاس كوبرنيكوس، ويوهان آدم شال فون بيل وغيرهم.
كان للموسيقة المسيحيَّة المقدسة (مثل ترنيمة الميلاد «الليلة الصامتة») تقليد ذات حضور في الموسيقى الكلاسيكية في ألمانيا، حيث أنتج الألمان مثل بيتهوفن وتيليمان ويوهان سباستيان باخ وكارل فيليب إيمانويل باخ وهاندل وفيلكس مندلسون وشوبرت أعمال موسيقية مسيحيَّة سُميت «بالمُوسيقى المقدسة» والتي لها مكانة بارزة في الثقافة الغربية والمسيحيَّة وشهرة واسعة النطاق. ونشأت في ألمانيا حركات فنية مسيحية تركت أثر في الفن المسيحي، مثل فن القرابة المقدسة الذي انتشر في أواخر القرن الخامس عشر والقرن السادس في ألمانيا والبلدان المنخفضة، وهو شكل فني استند في موضوعاته إلى عائلة يسوع الموسعة، بالإضافة إلى الحركة الناصرية، حيث تبنت مجموعة من الرسامين الرومانسيين الألمان في أوائل القرن التاسع عشر الذين كانوا يهدفون إلى إحياء الروحانية في الفن اللقب الناصري. تضم ألمانيا على عدد من الكنائس ذات القيمة التاريخية والفنية التي بُنيت على النمط المعماري الكارولنجي والأوتوني والرومانسكي والقوطي والباروكي والروكوكو (خصوصاً في جنوب ألمانيا). كما ويُعد نسخة بيبل غوتنبرغ من الكتاب المقدس أقدم نسخة مطبوعة لترجمة الفولجات (الدارجة) اللاتينية للكتاب المقدس وأول كتاب مطبوع في العالم، وطبعها يوهانس غوتنبرغ في ماينتس الألمانية في القرن الخامس عشر، ويُعتبر بيبل غوتنبرغ العمل الأهم له ولهُ أهمية كبيرة في بدء ثورة غوتنبرغ وعصر الكتاب المطبوع.

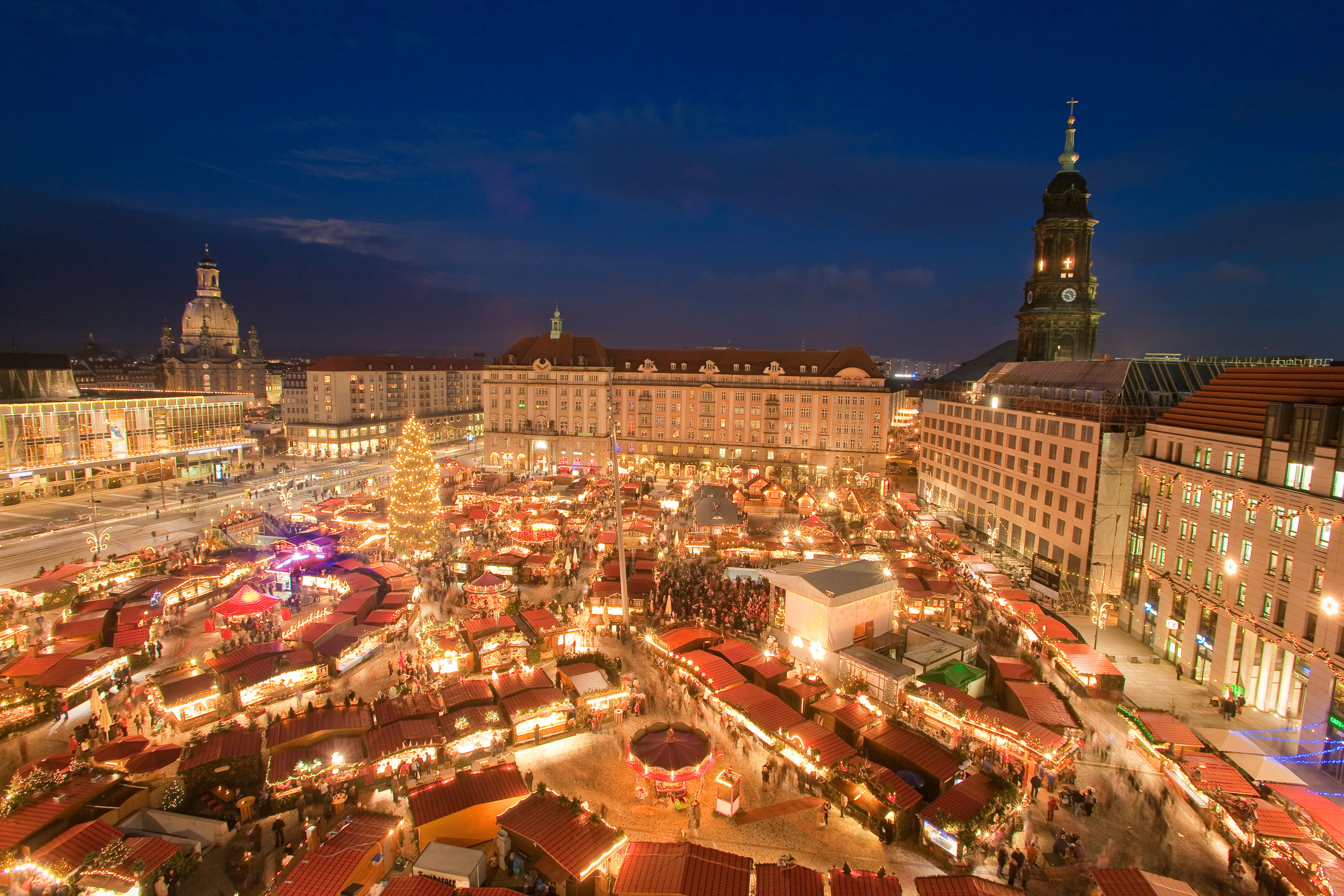
سوق عيد الميلاد في درسدن: أول سوق حقيقي لعيد الميلاد في العالم.

تطور الفلكلور الألماني على مدى قرون عديدة، وارتبطت العديد من الشخصيات الفلكلورية الألمانية بالمهرجانات المسيحية وقصص مسيحية كان لها أثر على الثقافة المسيحية، من ضمنها حكايات «القرابة المقدسة» والقديس نقولا وأبطال العالم المسيحي السبعة والمساعدون المقدسون الأربعة عشر، كما استحوى الأخوان غريم موضوعات قصصهم من الفلكلور مثل شخصية عراب المعمودية. تعود أصول العديد من عادات وتقاليد عيد الميلاد العالمية إلى ألمانيا. يعود أول ذكر لعادة تزيين شجرة عيد الميلاد إلى عهد البابا القديس بونيفاس (634 - 709) الذي أرسل بعثة تبشيرية لألمانيا، غير أن انتشارها ظلّ في ألمانيا ولم يصبح عادة اجتماعية مسيحية ومعتمدة في الكنيسة، إلا مع القرن الخامس عشر، حيث انتقلت إلى فرنسا وفيها تم إدخال الزينة إليها بشرائط حمراء وتفاح أحمر وشموع، تقاليد لاحقة نسبت إضاءة الشجرة إلى مارتن لوثر في القرن السادس عشر بالإضافة إلى وضعها في المنازل، غير أنه وبجميع الأحوال لم تصبح الشجرة حدثًا شائعًا، إلا مع إدخال الملكة شارلوت زوجة الملك جورج الثالث تزيين الشجرة إلى إنكلترا ومنها انتشرت في الولايات المتحدة وكندا وأستراليا وتحولت معها إلى صبغة مميزة لعيد الميلاد منتشرة في جميع أنحاء العالم. كما تعود أصول تقليد توزيع الهدايا من القديس نيكولاس في 6 ديسمبر أو تقليد توزيع الهدايا من كريستكيند في ليلة عيد الميلاد إلى ألمانيا والأراضي المنخفضة.
تشمل تقاليد ميلادية تعود أصولها إلى ألمانيا كل من إكليل الزهور لزمن المجيء وشخصية عامل المنجم الميلادية المرتبطة بتقاليد سكان جبال الخام وكسارة البندق وسوق عيد الميلاد، ونشأت أسواق عيد الميلاد في ألمانيا، لكنها موجودة الآن في العديد من البلدان الأخرى. يعود تاريخ أسواق عيد الميلاد إلى أواخر العصور الوسطى في الجزء الناطق بالألمانية من أوروبا، وفي أجزاء كثيرة من الإمبراطورية الرومانية المقدسة السابقة التي تضمنت العديد من المناطق الشرقية من فرنسا. وأصبحت عادة شائعة في زمن المجيء خلال عصر الإصلاح البروتستانتي. أقيم سوق عيد الميلاد بدريسدن لأول مرة في عام 1434 ويُعتبر أول سوق حقيقي لعيد الميلاد؛ الأسواق السابقة للموسم كانت «أسواق ديسمبر». يمكن العثور على الإشارات المبكرة لهذه «أسواق ديسمبر» في فيينا (1298)، وميونيخ (1310)، وباوتسن (1384)، وفرانكفورت (1393)، وميلانو.
لعبت البعثات التبشيرية الألمانية دوراً هاماً في تنصير العديد من سكان أفريقيا جنوب الصحراء وشرق آسيا وجنوب شرق آسيا وأوقيانوسيا، كما أدت موجات الهجرات الألمانية إلى الأمريكتان إلى تعزيز الوجود المسيحي فيها، ولعل أبرز مآثر البعثات التبشيرية الألمانية تنصير مستعمرة جنوب غرب أفريقيا الألمانية والتي استعمرت من قبل الإمبراطورية الألمانية الاستعمارية، وأصبحت تُعرف لاحقاً بعد الاستقلال باسم ناميبيا، وهي أبرز إرث ثقافي واجتماعي للكنيسة الألمانية في أفريقيا، حيث ضمت ناميبيا في عام 2010 على أغلبية سكانية لوثرية، وهي الدولة الوحيدة خارج القارة الأوروبية التي يُشكل فيها المذهب اللوثري مذهب أغلبية السكان.

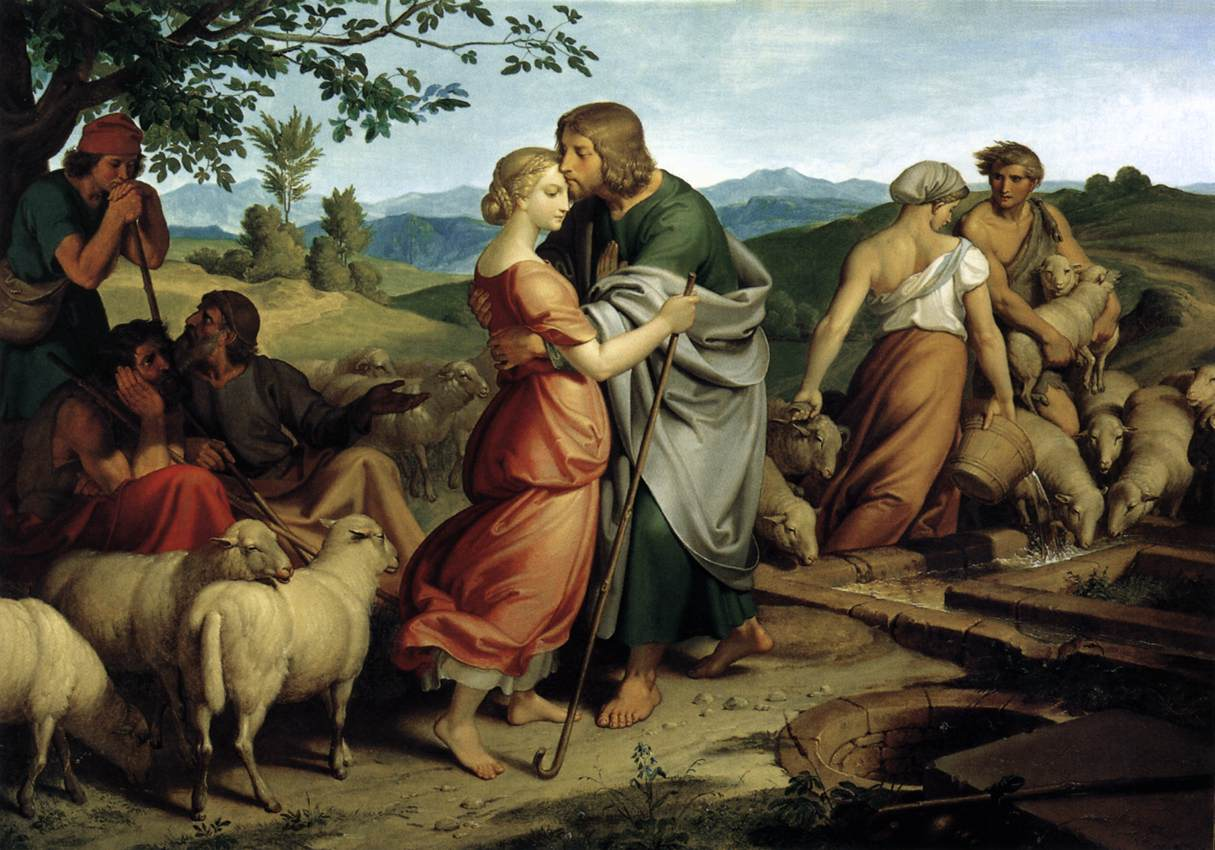
لوحة لقاء يعقوب مع راحيل"، من أبرز الأعمال الفنيَّة للحركة الناصرية
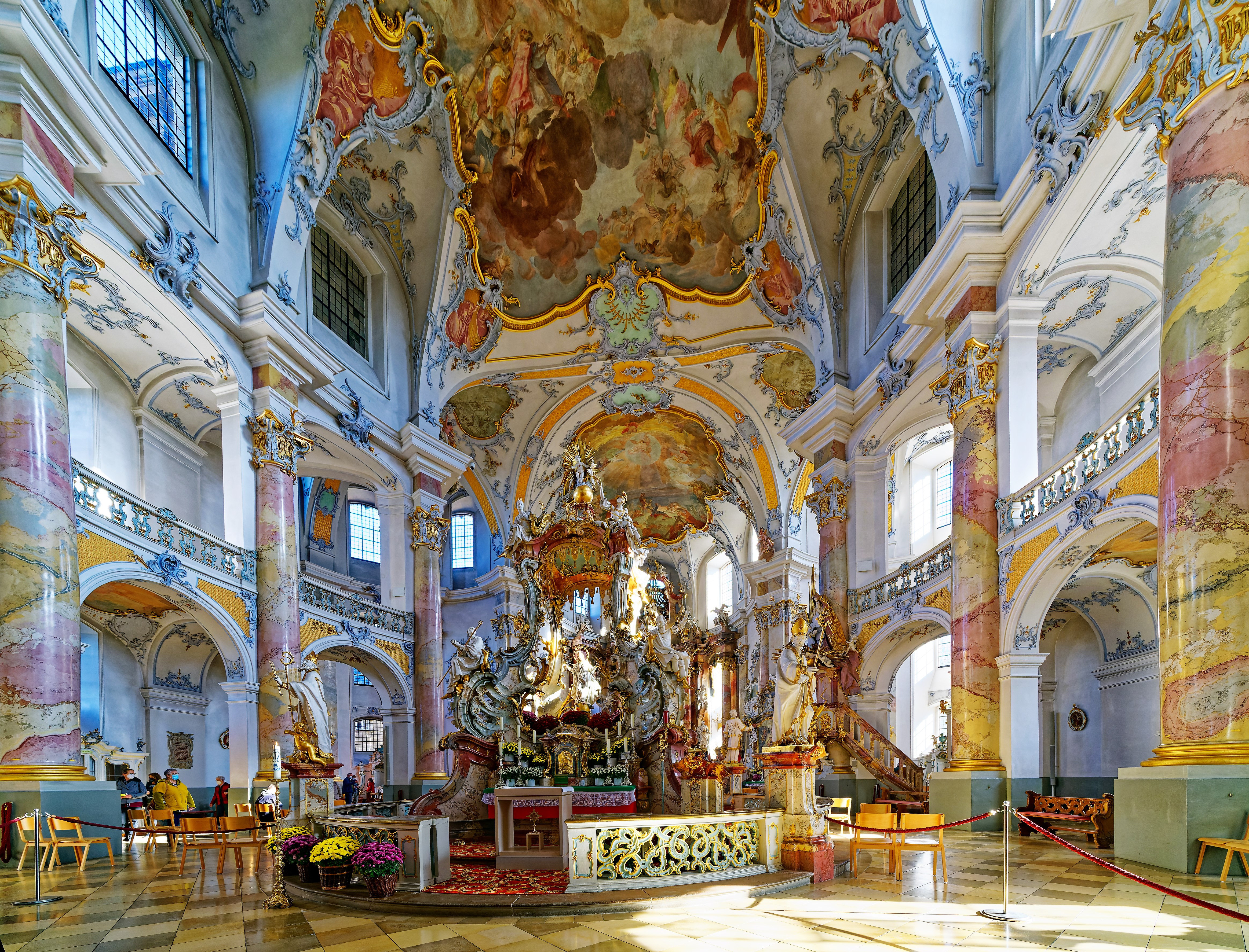
داخل بازيليك المساعدين الأربعة عشر في باد شتافلشتاين
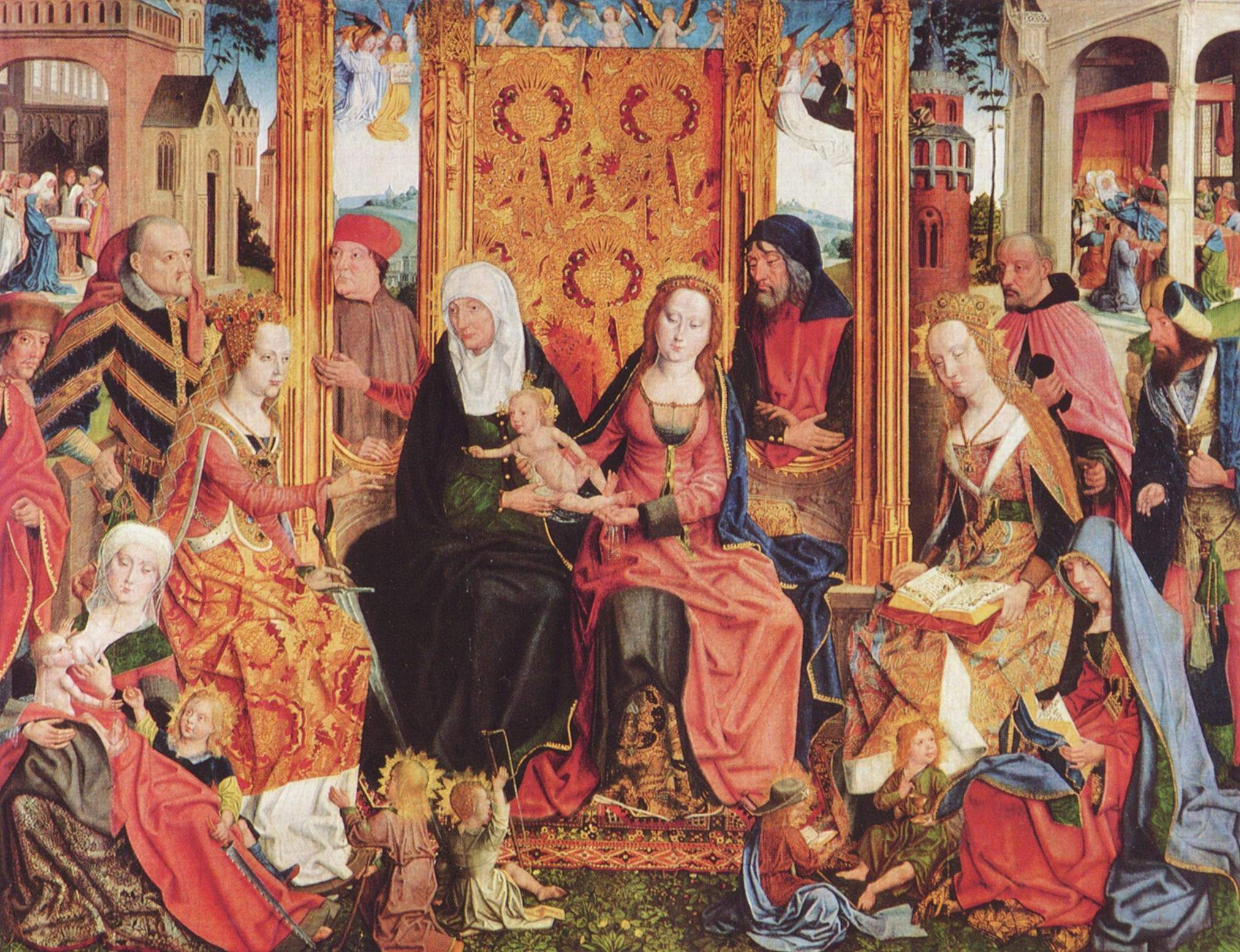
لوحة "القرابة المقدسة" في متحف فالراف-ريتشارتز
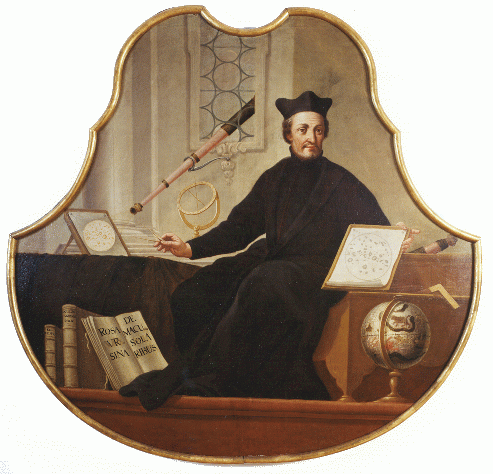
الراهب والعالم كريستوف شاينر: لعب عدد من رجال الدين الكاثوليك الألمان دوراً في تطوير العلوم
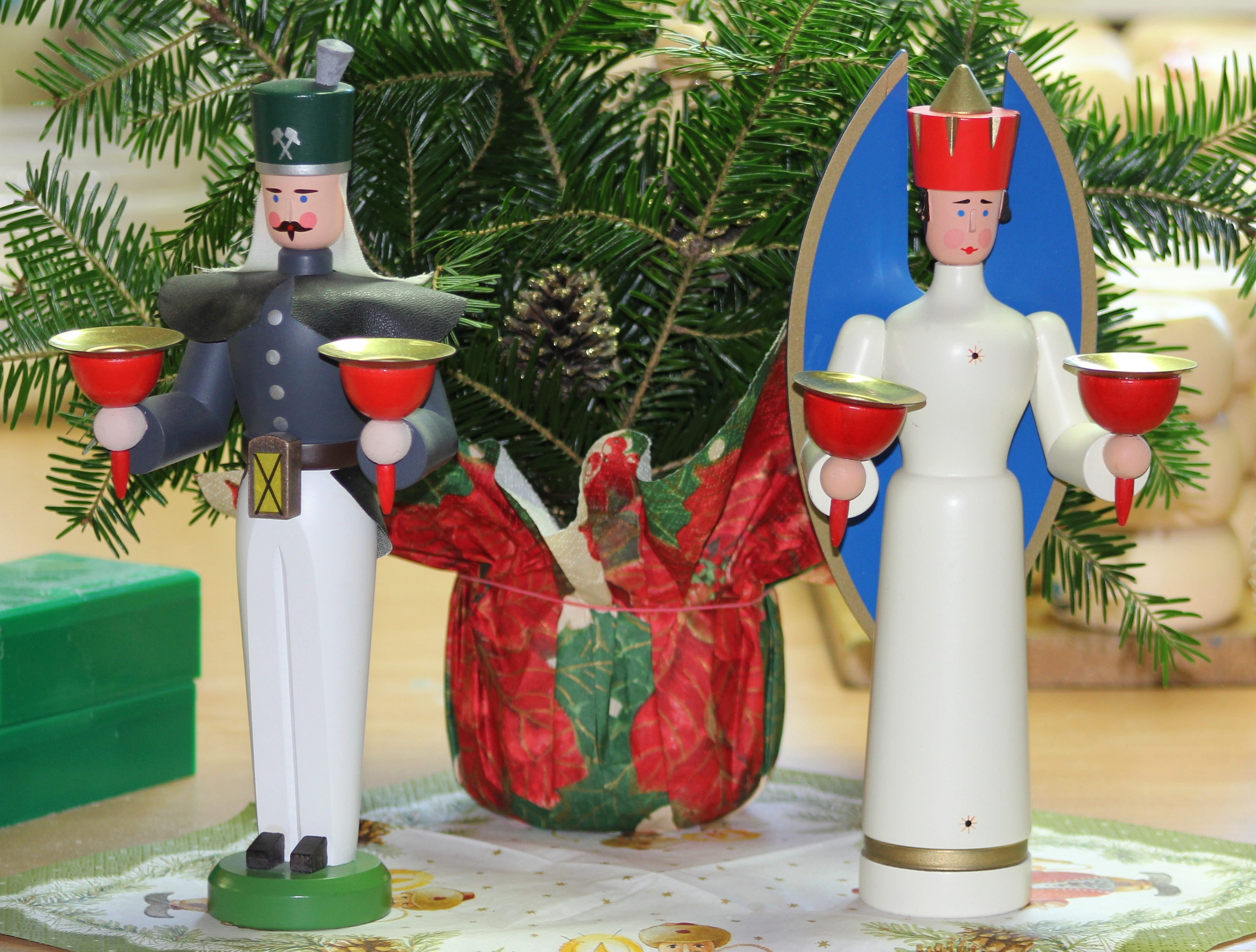
شخصية عامل المنجم الميلادية

### الثقافة

كاتدرائية برلين: هي الكنيسة الرئيسية البروتستانتية في المدينة.

تاريخيًا عرفت ألمانيا فجوة اقتصادية-اجتماعية بين الكاثوليك والبروتستانت فاستنادًا إلى ماكس فيبر كان لأخلاق العمل البروتستانتية، خاصة المذهب الكالفيني، من انضباط وعمل شاق وإخلاص، وراء ظهور العقلية الرأسمالية في أوروبا، مما جعل من الدول والمجتمعات البروتستانتية في ألمانيا أن تصبح المجتمعات الأكثر ثراء ورفاهية.: وذلك لقولها بأن النجاح على الصعيد المادي هو دلالة على نعمة إلهية واختيار مسبق للخلاص. لم تعد اليوم الفجوة موجودة على أرض الواقع حيث تُعد ولاية بافاريا في ألمانيا ذات الغالبية الكاثوليكية، شبه متكاملة اقتصاديًا، واقتصاد بايرين هو الثاني من حيث الحجم في ألمانيا ومن ضمن العشرة الأوائل في أوروبا.
في الآونة الأخيرة اضمحلت الفروق بين الكاثوليك والبروتستانت لكن ثمة فرقًا يظل قائمًا يرتبط بما يسمى بالألمانية «استيعاب طبيعة الحياة» فأغلبية الكاثوليك تُميل إلى التمتع بالحياة وتعشق تقاليد الكرنفال على سبيل المثال. فضلًا عن تشديد المجتمعات الكاثوليكية على القيم والروابط الأسريّة - تتضمن الأسرة الممتدة - وقيم الضيافة والاحتفالات. أمَّا البروتستانت فإنهم يرفضون مثل هذه الطقوس تمامًا إيمانًا منهم بالمسؤولية «الفردية» للمؤمن. فرق آخر قائم ذو طابع جمالي بحت. فالكاثوليك يعشقون زخرفة كنائسهم ويزينونها بصور قديسيهم وتماثيلهم الأمر الذي يرفضه الإنجيليون أيضًا. بالتالي فقد أصبحت كنائس البروتستانت منذ عهد لوثر وكالفن ولو ظاهريًا بمثابة أندية ثقافية تمارس فيها بجانب الطقوس الدينية أنماط الحوار المبنية على المساواة بين القسيس والمؤمن.

### السياسة

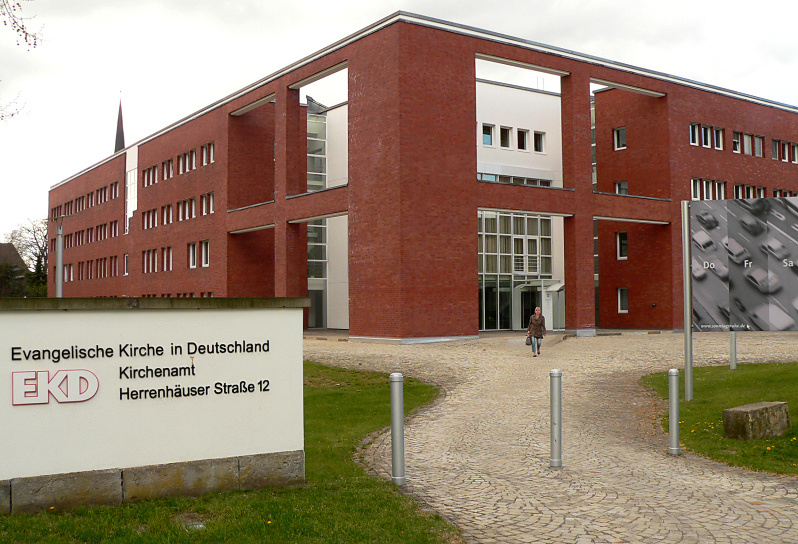
مكتب الكنيسة الإنجيليَّة الألمانية في مدينة هانوفر، سكسونيا السفلى.

يضمن القانون الأساسي للجمهورية الألمانية حرية الأديان. لا توجد أقليات دينية مضطهدة رسمًيا. الكنائس تشارك بنشاط في الحياة الاجتماعية، وتعرب عن مواقفها من القضايا الراهنة سواء في لجان مجلس الأخلاق أو في الحصة المخصصة لها من ساعات بث محطات الإذاعة والتلفزيون العامة، كما تُسأل الكنيسة عن رأيها الخاص في بعض جلسات الاستماع في لجان البرلمان.
نشأت الديموقراطية المسيحية في القرن التاسع عشر خصوصًا في بلجيكا وألمانيا باعتبارها مجموعات مصالح كاثوليكية تركز على تحقيق أهداف محدودة، بسبب حالة البؤس التي كان يعانيها العمال في تلك الفترة وبسبب تصاعد الحركات الاشتراكية النقابية، فظهرت هذه الحركات تحت مسمى «العمل الكاثوليكي الشعبي» والتي تطورت لاحقا لتُعرف بـ«الديموقراطية المسيحية»، والتي تعود جذورها الفلسفية لتوما الإكويني وأفكاره، وهناك من يعتقد أن الصراع بين الكنيسة والدولة كان أحد العوامل في ظهور «الديموقراطية المسيحية». ويعتبر اللاهوتي الألماني فيلهلم إيمانويل فون كيتيلر أبرز منظري الديموقراطية المسيحية. وترأس الاتحاد الديمقراطي المسيحي مع أنغيلا ميركل الحكومة الألمانية.
في يونيو من عام 2018 بدء سريان مرسوم الصليب في بافاريا، وهو قانون ينص على تعليق الصلبان في مداخل مؤسسات الولاية الحكوميَّة من مدارس ومستشفيات ومؤسسات حكوميَّة. وكان رئيس الوزراء البافاري ماركوس زودر من الاتحاد الاجتماعي المسيحي. وكان ماركوس زودر قد قام في السابق بتعليق صليب على الجدار في مدخل مستشارية ولاية بافاريا بمدينة ميونيخ، وقد أشعل بذلك جدلاً في جميع أنحاء ألمانيا. حيث أكدَّ زودر أن الصليب لا يمثل ديانة، وإنما هو جزء من «الهوية التاريخية الثقافية لولاية بافاريا». داخل الكنائس كان رد الفعل على المرسوم زودر متبايناً، حيث رأى الكاردينال ورئيس أساقفة ميونيخ، إن «من يرى الصليب فقط كرمز ثقافي، فإنه لم يفهم. وليس من حق الدولة أن تشرح ماذا يعني الصليب». في المقابل رحب الأسقف الكاثوليكي في ريغنسبورغ، رودولف فودرهولتسير حيث قال «الاعتراف بالصليب كمفهوم للمعتقد المسيحي هو الذي يطبع بعمق أسس تعايشنا».

### العطل
الأعياد المسيحية مثل عيد الفصح وعيد الميلاد هي أيام عطلة على الصعيد الاتحادي بموجب الدستور. إلى ذلك تمنح بعض الولايات أيام عطلة إضافية بمناسبة أعياد أخرى للمذهبين الكاثوليكي والبروتستانتي. التعاون بين الكنيسة والدولة لا يتوقف عند هذا الحد، فمصلحة الضرائب تقوم بجباية ضريبة الكنيسة من ضريبة الدخل، وتتراوح قيمتها ما بين ثمانية إلى تسعة في المائة بناء على الولاية ووفقا لنوع الكنيسة أو الطائفة الدينية التي ينتمي إليها المواطن، وتقوم الكنائس بدفع مصاريف إدارية مقابل هذه الخدمة.

### التعليم
تربويًا تبقى مادة الدين مادةً إلزامية في المدارس العامة في جميع الولايات باستثناء برلين وبريمن. وهذا يعني أن التعريف بالدين هو مادة دراسية إلزامية لجميع أعضاء الطوائف الدينية مع اختلافها. ومع ذلك يمكن للوالدين طلب إعفاء طفلهما من هذه الدروس، كذلك يحق للتلميذ بعد سن الرابعة عشرة أن يقرر بنفسه إذا كان يرغب في الاستمرار في دروس الدين أو التوقف عنها.
وفيما يتعلق بالتعليم الديني فإن اختيار طريق التعليم الديني الأكاديمي يتطلب عادة موافقة كنيسته، فالكنيسة تتدخل في اختيار أساتذة الكليات اللاهوتية في الجامعات التابعة للدولة، كما أنها تحدد أيضا محتوى المناهج التعليمية في تلك الجامعات، وذلك على خلاف التعليم المدرسي الذي لا تتدخل فيه الكنيسة.

### الوضع الحالي

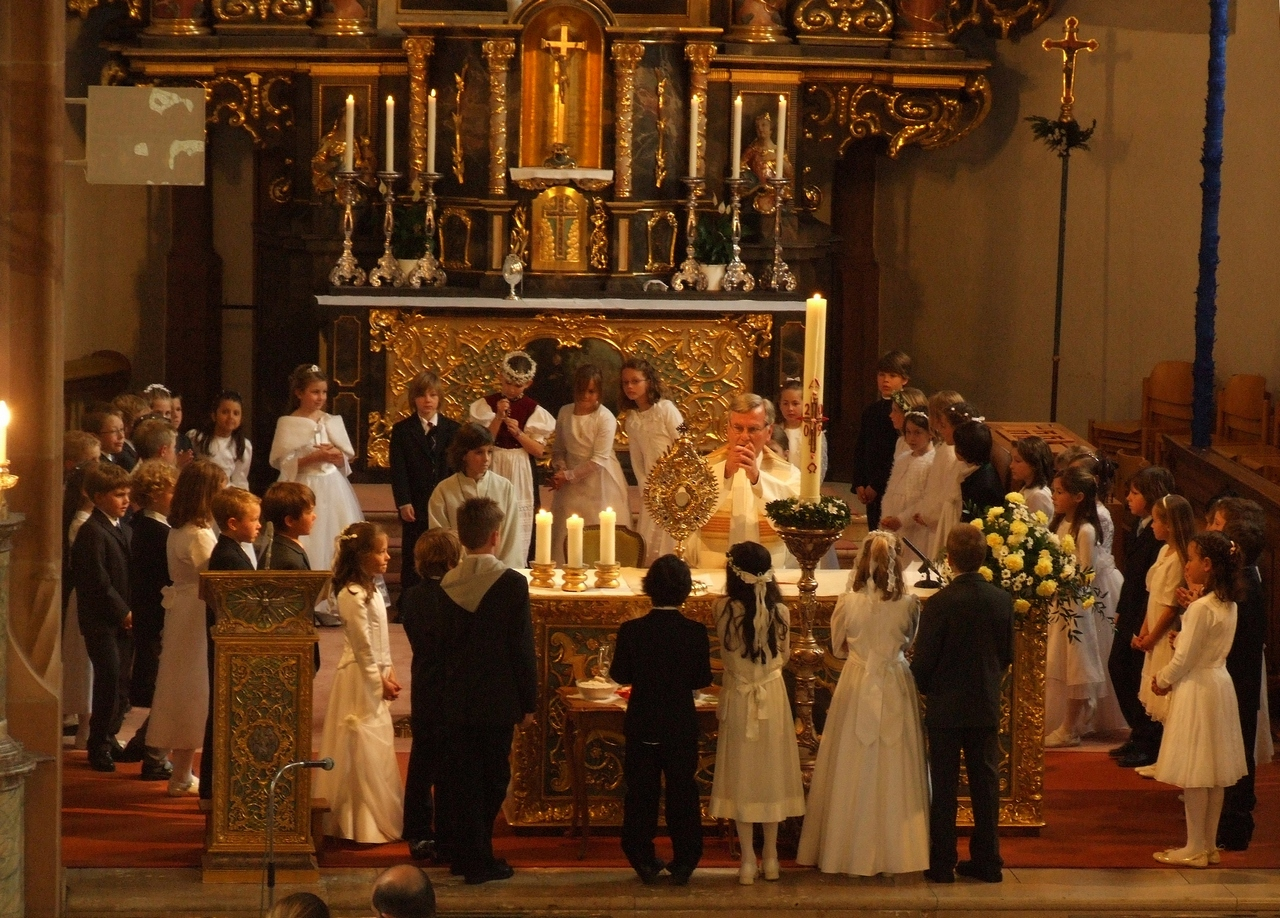
أطفال ألمان خلال قداس المناولة الأولى.

وجدت دراسة قامت بها مركز بيو للأبحاث عام 2018 أنَّ حوالي 71% من الألمان قالوا أنهم مسيحيون وبحسب الدراسة تأتي الكاثوليكيَّة بمقدمة الطوائف المسيحيَّة مع حوالي 43% من السكان يليهم البروتستانت مع حوالي 28% من السكان، وأعتبر حوالي 49% أنفسهم مسيحيين اسميين وحوالي 22% قال أنه يُداوم على حضور القداس. عمومًا حصل حوالي 86% من مجمل الألمان على سر المعمودية، وقال حوالي 79% أنه تربى على التقاليد المسيحيَّة، بالمجمل قال حوالي 87% من الألمان الذين تربوا على التقاليد المسيحيَّة ما زالوا يعتبرون أنفسهم مسيحيين، في حين أنَّ النسبة المتبقيَّة معظمها لا تنتسب إلى ديانة. حوالي 3% من المسيحيين في ألمانيا تربوا على تقاليد دينية غير مسيحيَّة وتحولوا للمسيحية لاحقاً.
وبحسب الدارسة قال 61% من المسيحيين الألمان أنَّ للدين أهميَّة في حياتهم، وقال 95% من المسيحيين الألمان المُداومين على حضور القداس أنهم يؤمنون بالله بالمقابل قال 77% من المسيحيين الإسميين ذلك. ويُداوم حوالي 31% من المسيحيين الألمان على حضور القداس على الأقل مرة في شهر، ويصوم حوالي 13% منهم خلال فترات الصوم، ويرتدي 25% الرموز المسيحيَّة، ويُقدم حوالي 30% منهم الصدقة أو العُشور، ويُشارك 10% معتقداتهم مع الآخرين، في حين أنَّ 54% من المسيحيين يُداومون على الصلاة ويعتبر 53% منهم متدينين.
كما وحصل 99% من مجمل المسيحيين الألمان على سر المعمودية، وقال 94% منهم أنه سيربي طفله على الديانة المسيحيَّة، يذكر أن حوالي 9% من غير المنتسبين لأي ديانة قال أنه سيربي طفله على الديانة المسيحيَّة. بحسب الدراسة أعرب حوالي 62% من الألمان المسيحيين بأنَّ هويتهم المسيحيَّة هي مصدر فخر واعتزاز بالنسبة لهم، ويوافق 44% منهم على التصريح أنَّ المسيحية هي عاملًا هامًا لكي تكون وطنيًا. وقال 89% منهم أنه يعرف «الكثير» عن المسيحية.
على المستوى الاجتماعي والسياسي قال 65% من الألمان المسيحيين أن الكنائس تلعب دورًا إيجابيًّا في مساعدة الفقراء والمحتاجين، وعبرَّ 76% من المسيحيين الملتزمين للغاية عن وجهات نظر إيجابية للمؤسسات الدينية مقابل 36% من المسيحيين الأقل التزاماً. ورفض 78% من الألمان المسيحيين القول أنَّ «العِلم يجعل الدين غير ضروري في حياتي!»، كما وقال 2% من الألمان المسيحيين أن تعاليم المسيحيَّة تُروج للعنف مقابل 19% منهم قال أن تعاليم الإسلام تُروج للعنف، كما وقال حوالي 39% منهم أنه يعرف شخص يهودي على المستوى الشخصي، ويعرف حوالي 71% شخص ملحد على المستوى الشخصي، ويعرف حوالي 66% شخص مُسلم على المستوى الشخصي. وقال 19% من الألمان المسيحيين أنهم غير مستعدين لتقبل اليهود داخل عائلتهم، بالمقابل يقول 51% من الألمان الكاثوليك وحوالي 16% من الألمان البروتستانت بأنه غير مستعد لتقبل المسلمين داخل عائلتهم. يذكر أنه وفقاً لمركز بيو للأبحاث 96% من المسيحيين الألمان متزوجون من أشخاص من نفس الديانة.